# Уистлер, Джеймс
Джеймс Э́ббот Мак-Нейл Уи́стлер (англ. James Abbot McNeill Whistler, иногда МакНилл, 11 июля 1834, Лоуэлл, Массачусетс, США — 17 июля 1903, Лондон, Великобритания) — американский художник, мастер живописного портрета, а также офорта и литографии. Один из известных тоналистов — предшественников импрессионизма и символизма. Приверженец концепции «искусство ради искусства». Кавалер ордена Почётного легиона (1892).
Учился в Российской империи и США, но большую часть активной жизни провёл в Англии. Наиболее известен портретами своих современников. Испытал влияние реалистов в лице своего друга Густава Курбе и прерафаэлитов, а также японского искусства. В ряде творческих методов был близок к импрессионизму. Одним из самых известных произведений Уистлера является портрет его матери: «Аранжировка в сером и чёрном. Мать художника». Оказал влияние на два поколения художников в Европе и в Соединённых Штатах. Был дружен с Данте Россетти, Эдуардом Мане, Клодом Моне, Обри Бёрдслеем, поэтами Стефаном Малларме и Оскаром Уайльдом.

## Происхождение. Становление (1834—1861)

### Новая Англия (1834—1842)

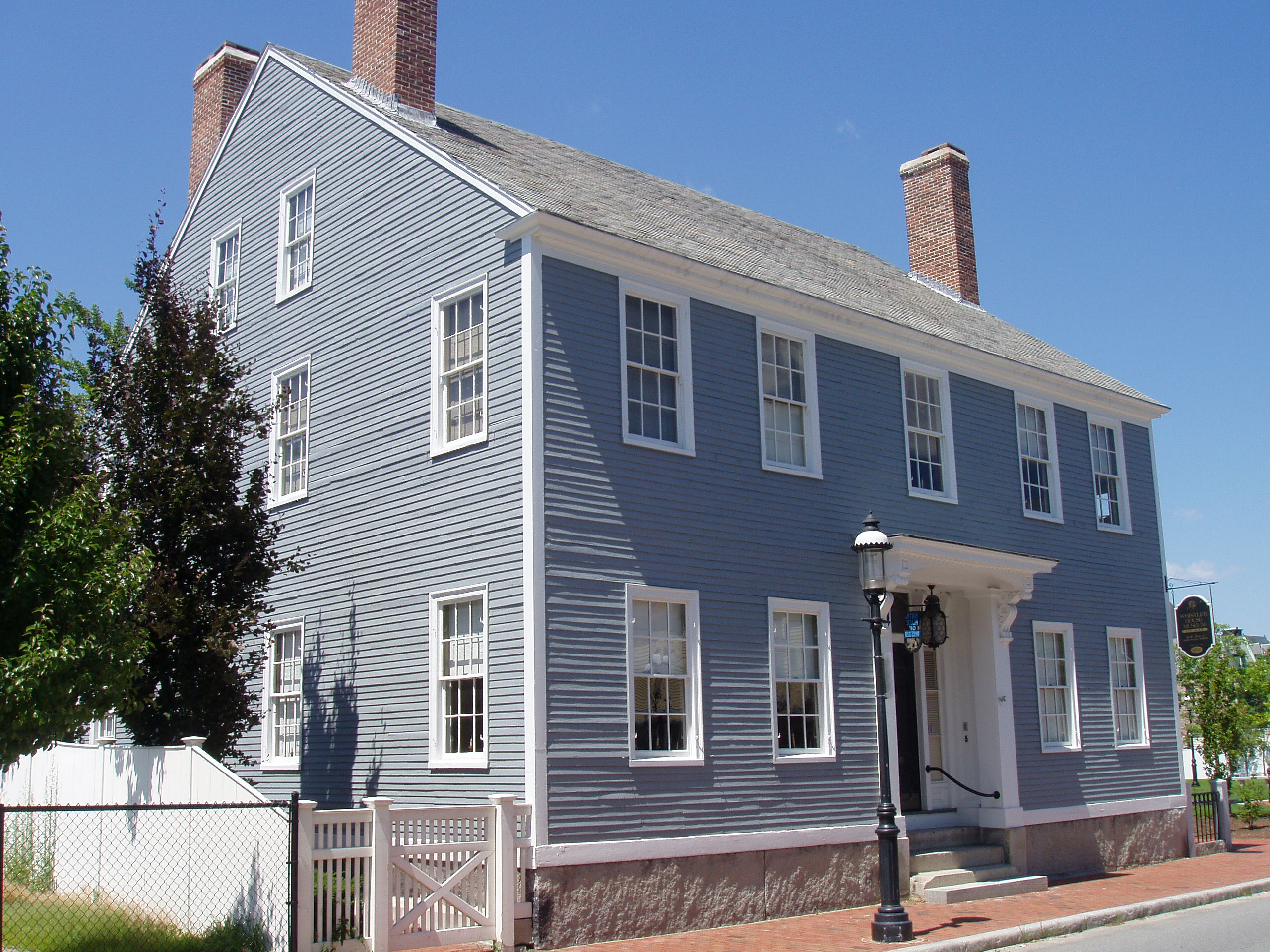
Дом в котором родился Уистлер. Лоуэлл, штат Массачусетс, США. Сейчас Дом-музей искусства Уистлера.

Джеймс Уистлер родился в Лоуэлле (штат Массачусетс) 11 июля 1834 года, став первым ребёнком Анны Уистлер, домохозяйки, и Джорджа Вашингтона Уистлера, железнодорожного инженера. Джеймс прожил первые три года своей жизни в скромном доме № 243 на Уортен-стрит, в городе Лоуэлл, где сейчас находится Дом-музей искусства Уистлера. Но, однажды, в ходе судебного процесса против философа Рёскина он заявил, что местом его рождения является Санкт-Петербург в России: «Я должен был родиться когда и где захочу, и я бы не выбрал Лоуэлл».
В 1837 году семья переехала из Лоуэлла в Стонингтон в Коннектикуте, где отец Джеймса работал на железной дороге Стонингтон. Для семьи это был тяжёлый период — трое детей умерли в младенчестве. В 1839 году финансовое положение Уистлеров значительно улучшилось, когда отец семейства получил должность главного инженера железной дороги Бостон — Олбани. Семья построила дом в Спрингфилде (ныне в доме открыт Музей истории древесины), где жила до отъезда в Россию. Переезд в Санкт-Петербург состоялся зимой 1842/1843, после того как император Николай I, узнав об изобретательности Джорджа Уистлера в проектировании железной дороги Бостона и Олбани, предложил тому должность инженера Николаевской железной дороги.
В детстве Джеймс Уистлер был капризным ребёнком. Его родители обнаружили, что рисование увлекало его и помогало сфокусировать внимание. В более поздние годы он использовал связь своей матери с американским Югом, представляя себя обнищавшим южным аристократом.

### Россия и Англия (1842—1849)

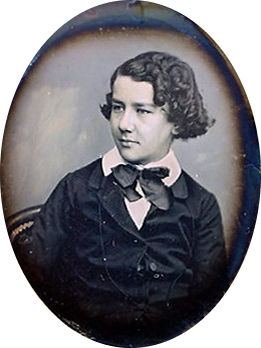
Джеймс Уистлер. Около 1847—1849

После переезда в Россию в 1842 году молодой Уистлер брал частные уроки живописи, в том числе у художника Александра Корицкого, а затем, в возрасте 11 лет, поступил в Императорскую Академию художеств. В 1844 году работы Джеймса увидел известный художник Уильям Аллан, который приехал в Россию, получив заказ нарисовать историю жизни Петра Великого. Мать Уистлера отметила в своём дневнике: «Великий художник сказал: „У вашего мальчика необыкновенный гений, но не заставляйте его выходить за рамки его склонностей“».
В 1847—1848 годах семья провела некоторое время в Лондоне с родственниками, пока отец работал в России. Зять Уистлера-старшего, врач и художник Френсис Хейден, поддерживал его интерес к искусству и фотографии. Хейден водил Джеймса на встречи с коллекционерами, на лекции по искусству и подарил ему набор акварельных красок. Молодой Уистлер уже планировал карьеру художника — начал собирать книги по искусству и изучать методы других художников. Когда в 1848 году художник Уильям Боксалл написал его портрет, Уистлер воскликнул, что портрет «очень красивый и яркий».
В 15 лет Джеймс укрепился в своём желании стать художником и в письме сообщил об этом отцу: «Надеюсь, дорогой отец, ты не будешь возражать против моего выбора». Однако в 1849 году, в возрасте 49 лет, Джордж Вашингтон Уистлер умер от холеры в Санкт-Петербурге, и семья вернулась в родной город матери — Помфрет (штат Коннектикут). Это повлияло, хотя и временно, на карьерные планы Уистлера. Семья стала жить очень скромно, если в Санкт-Петербурге в доме постоянно была прислуга, то в Помфрете Джеймс и его братья были вынуждены обходиться без неё. Семья нуждалась в деньгах и мать хотела чтобы Джеймс выбрал более стабильную профессию, чем профессия художника.

### Учёба в Военной академии США (1849—1854)
В надежде, что сын станет священнослужителем, мать отправила его в школу Christ Church Hall School, где Уистлер стал известен среди одноклассников за рисование карикатур. Вскоре стало ясно, что религиозная карьера не устраивала Уистлера, поэтому он подал документы в Военную академию США в Вест-Пойнте, которую окончили некоторые родственники и где его отец ранее преподавал черчение. Несмотря на сильную близорукость и неважное здоровье, в июле 1851 года он был туда принят, в большей степени благодаря своей фамилии.
Уистлер получил кличку «Кудрявый» за длину своих волос, которая превышала норму. К тому же, он часто не подчинялся начальству и саркастически высмеивал порядки академии. Полковник Роберт Ли, суперинтендант Вест-Пойнта, был до некоторой степени снисходителен в Уистлеру. Так, он отпустил его в небольшой отпуск попрощаться с матерью перед её отплытием из Нью-Йорка в Европу. Весной 1853 года, когда Уистлер серьёзно заболел ревматизмом, а врачи также подозревали туберкулёз, ему было позволено пропустить экзамены и сдать их позже. Но его успеваемость была крайне низкой: после августовских экзаменов он был 37-м по математике, 13-м по французскому, но 1-м по рисованию. И как итог — 32-м по общей успеваемости. В течение трёх лет пребывания в академии его успеваемость была едва ли удовлетворительной, на тренировках на него было больно смотреть.
Причиной отчисления из академии стал провал на экзамене по химии, когда на вопрос о кремнии Уистлер ответил: «Кремний — это газ». Как он сам выразился позже: «Если бы кремний был газом, то однажды я бы стал генералом». Уистлер подал апелляцию на переэкзаменовку, мотивируя её тем, что два других кадета с меньшими баллами не были отчислены, но суперинтендант Ли отклонил её, хотя очень старался найти формальные причины для пересдачи. В письме к генералу Тоттену 8 июля 1854 года он писал, что несмотря на то, что двое других кадетов имели худшую успеваемость, но у них она имела тенденцию к улучшению, тогда как у Уистлера, наоборот, шла вниз, о чём Ли сожалел.
Уистлер был отчислен в июне 1854 года. Главное, чему Уистлер научился в Вест-Пойнте, — рисованию и картографии у американского художника Роберта Вейра.

### Первая работа (1854—1855)
После Вест-Пойнта Уистлер получил работу картографа побережья в Службе береговой съёмки США. Работа была скучной, и он часто опаздывал или отсутствовал, проводя большую часть своего свободного времени за игрой в бильярд. После того, как выяснилось, что он рисовал на полях карт морских змей, русалок и китов, Уистлер был переведён в отдел гравировки. Но там он продержался всего два месяца, хотя и освоил технику травления и гравировки, которая впоследствии ему пригодилась.
В этот момент Уистлер твёрдо решил выбрать искусство в качестве карьеры. В течение нескольких месяцев он жил в Балтиморе в доме богатого друга Тома Уайнэнса, который снабдил его студией и дал немного денег. Молодой художник установил несколько полезных контактов в художественном сообществе, а также продал несколько ранних картин Уайнэнсу. Все просьбы матери о выборе других, более практичных профессий, Уистлер отклонил и сообщил ей, что на деньги Уайнэнса он собирается продолжить своё художественное обучение в Париже. После отъезда в Париж Уистлер больше не возвращался в США.

### Учёба в Париже (1855—1858)

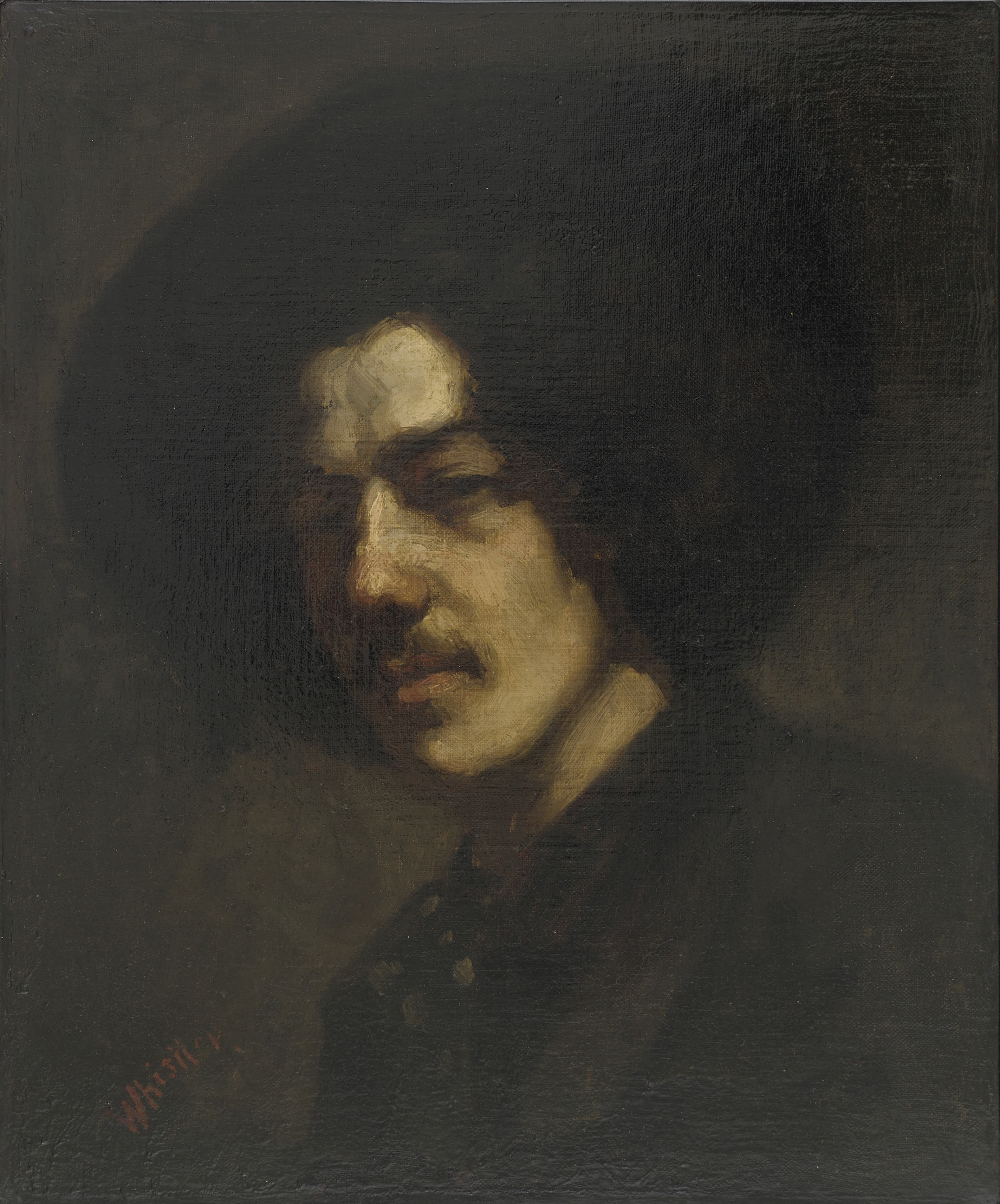
Портрет Уистлера в шляпе. 1858. Холст, масло. Галерея Фрира, Вашингтон, США.

Уистлер прибыл в Париж в 1855 году, арендовал студию в Латинском квартале и быстро перенял жизнь богемного художника. Вскоре у него появилась французская подруга, портниха по имени Элоиза. В течение некоторого времени он изучал традиционные методы живописи в Ecole Impériale и в студии Шарля Глейра. Последний был большим поклонником работ Энгра и поразил Уистлера двумя принципами, которые тот использовал до конца своей карьеры: линия важнее цвета, а чёрный — основной цвет тональной гармонии. Двадцать лет спустя импрессионисты в значительной степени отвергли бы эту философию, назвав чёрный и коричневый «запрещёнными цветами» и подчёркивая превосходство цвета над формой.
Уистлер предпочитал заниматься самостоятельно (в том числе копировать картины в Лувре) и наслаждаться жизнью. В то время как в письмах из дома сообщалось о тяжёлом финансовом положении матери, в первый год своего пребывания в Париже Уистлер свободно тратил деньги, не особо старался продавать картины и был в долгах. Чтобы облегчить финансовую ситуацию, он занялся продажей копий, сделанных в Лувре, переехал в более дешёвый квартал. По счастливой случайности, прибытие в Париж Джорджа Лукаса, другого богатого друга, на некоторое время поправило финансовые дела Уистлера. Несмотря на эту «передышку», зима 1857 года стала для него непростой. Плохое здоровье, усугублённое чрезмерным курением и употреблением алкоголя, подкосили его.
Финансовые дела и здоровье немного улучшились к лету 1858 года. Уистлер пошёл на поправку и путешествовал вместе с художником Эрнестом Деланно по Франции и Рейнской области. С помощью французского мастера-печатника Огюста Делатра он создал серию офортов, известных как «Французский набор». В этом году он написал свой первый автопортрет, «Портрет Уистлера в шляпе» — тёмное произведение в стиле Рембрандта. Но самым значительным событием этого года стала его дружба с Анри Фантен-Латуром, с которым он познакомился в Лувре. Через него Уистлер вошёл в круг знакомых Гюстава Курбе, в который входили Каролюс-Дюран (позже учитель Джона Сарджента), Альфонс Легро и Эдуард Мане. Также в этой группе был поэт Шарль Бодлер, чьи идеи и теории «современного» искусства оказали большое влияние на Уистлера. Бодлер бросил художникам вызов: тщательно изучить жестокость жизни и природы, и изобразить её с верой, избегая старых тем мифологии и аллегории. Теофиль Готье, один из первых кто исследовал переходные качества в искусстве и музыке, возможно, вдохновил Уистлера рассматривать изобразительное искусство с музыкальной точки зрения.

### Лондон (1858—1861)
В 1858 году, под влиянием реализма своих новых знакомых, Уистлер написал первую выставочную работу «Мать Жирара» (фр. La Mere Gerard). А в 1859 году, в Лондоне, в котором он проводил всё больше времени, создал картину «У рояля», на которой изображены его племянница, Анни Хейден, и её мать в своём лондонском доме в музыкальной комнате. Критик писал: «несмотря на безрассудно смелую манеру и схематичность самого дикого и грубого вида, [он обладает] подлинным чувством цвета и великолепной силой композиции и дизайна, которые демонстрируют понимание натуры, очень редкую среди художников». Работа не сентиментальна и эффектно противопоставляет мать в чёрном и дочь в белом, а другие цвета сохраняются в манере, рекомендованной его учителем Глейром. Работа была выставлена в Королевской академии художеств в следующем году, и, позже, на многих других выставках.
На второй картине, выполненной в той же музыкальной комнате в доме его брата, Уистлер продемонстрировал свою естественную склонность к новизне, создав жанровую сцену с необычной композицией и ракурсом. Позже она была переименована в «Гармонию в зелёном и розовом: музыкальная комната». Эта картина также продемонстрировала стиль работы Уистлера, особенно с портретами: быстрый старт, серьёзные изменения, период пренебрежения, а затем финальная, часто в авральном режиме, доработка.
После года, проведённого в Лондоне, в 1860 году он создал набор офортов под названием «Темза» в качестве контраста к своему «Французскому набору» 1858 года, а также написал ряд импрессионистических работ, включая «Темзу во льдах». На этом жизненном этапе он начал закреплять свою технику гармонии тона, основанную на ограниченной, заранее определённой палитре.
Он был частым и желанным гостем в доме архитектора Робинсона (дочери которого Агнес Мэри Фрэнсис и Фрэнсис Мэйбл также были писательницами), ставшим центральным местом для встреч художников и писателей движения прерафаэлитов, таких как: Уильям Майкл Россетти, Уильям Моррис, Уильям Холман Хант, Эдвард Бёрн-Джонс, Артур Саймонс, Форд Мэдокс Браун и Матильда Блайнд.

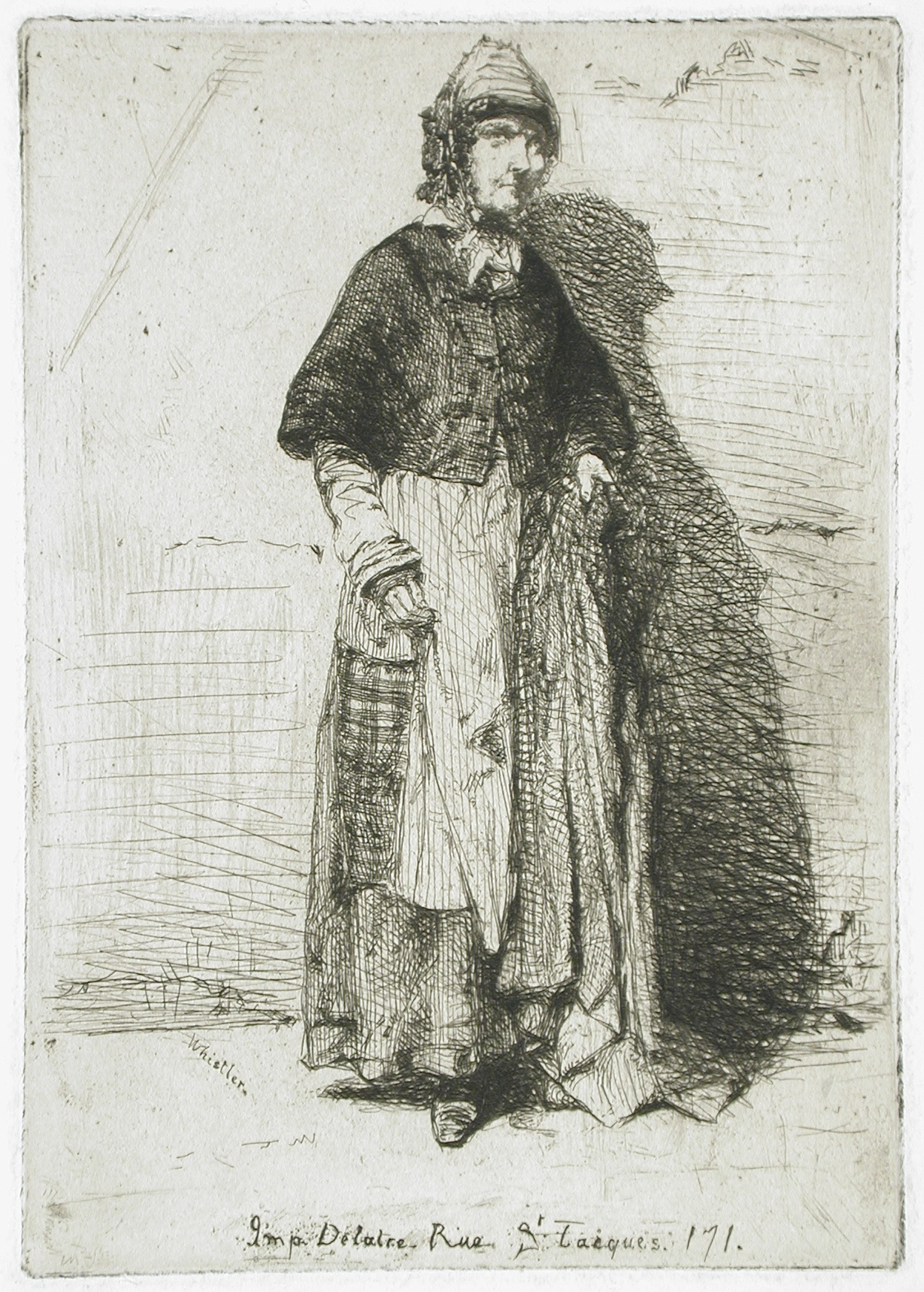
Мать Жирара. 1858. Офорт
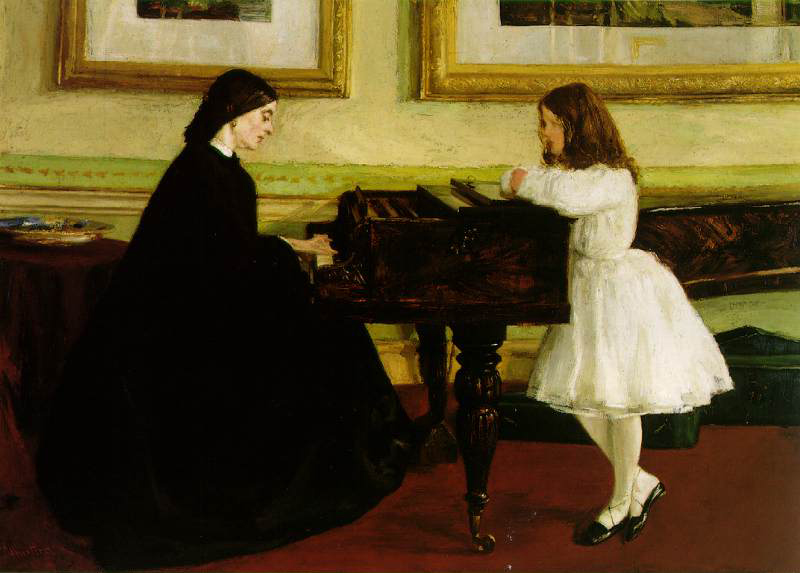
У рояля. 1859. Холст, масло. Музей искусств, Цинциннати
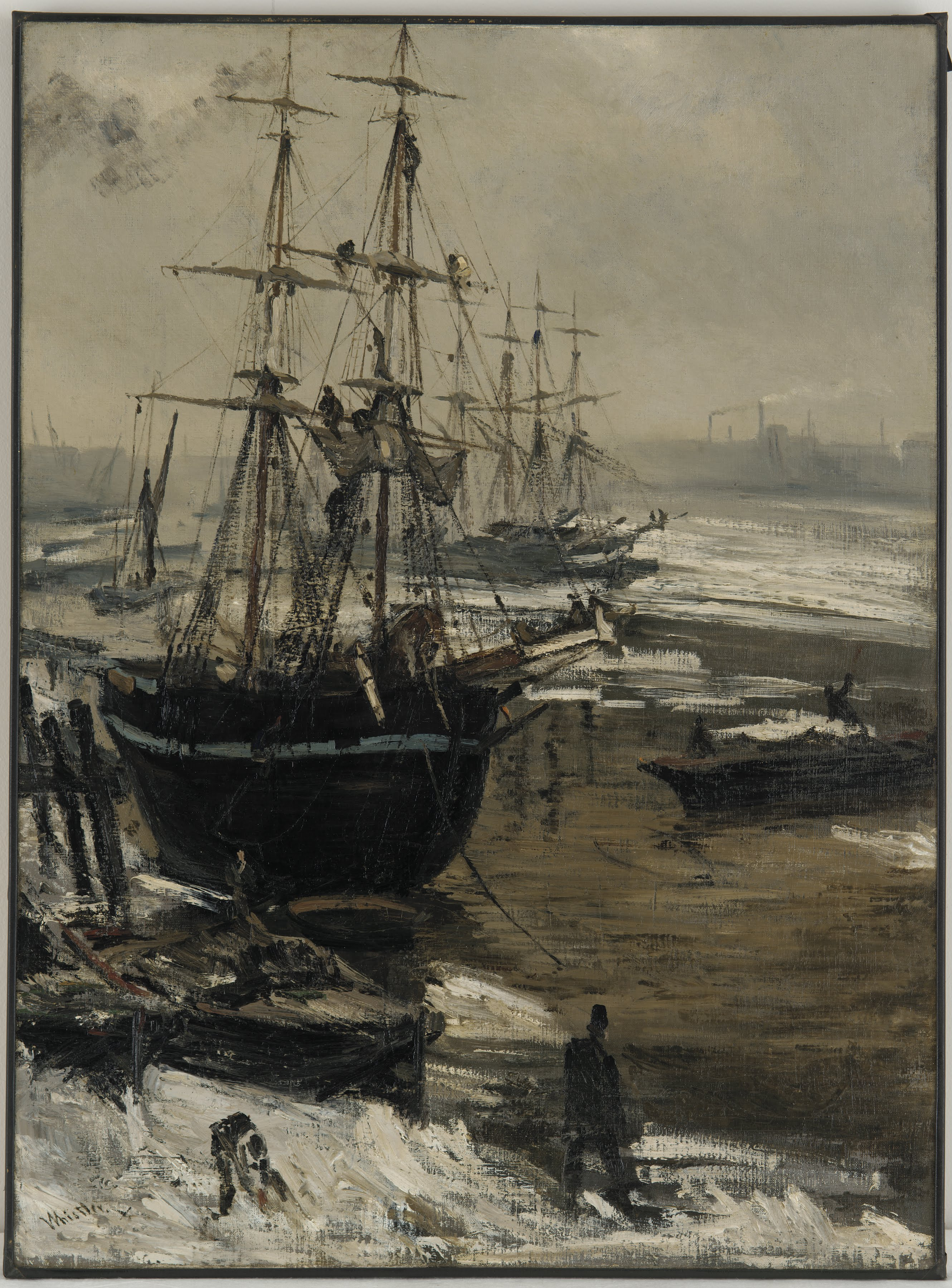
Темза во льду. 1860. Холст, масло. Галерея искусств Фрир, Вашингтон
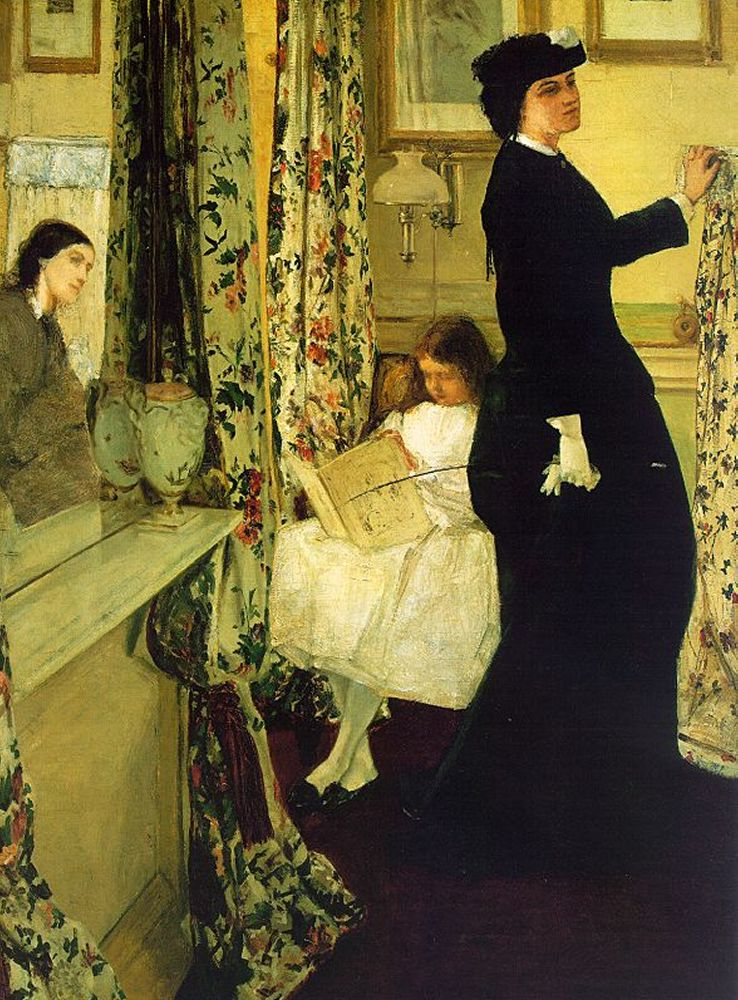
Гармония в зелёном и розовом: музыкальная комната. 1861. Холст, масло. Галерея искусств Фрир, Вашингтон

## Раннее творчество (1861—1866)
В 1861 году, вернувшись на некоторое время в Париж, Уистлер написал свою первую знаменитую работу «Симфония в белом № 1: девушка в белом». Портрет его любовницы и арт-агента Джоанны Хиффернан был создан в виде простого эскиза в белом. Однако публика отнеслась к этой картине по-разному. Критик Жюль-Антуан Кастаньяри посчитал картину аллегорией утраченной невинности невесты. Другие связывали это с популярным романом того времени «Женщина в белом» Уилки Коллинза или другими литературными произведениями. В Англии некоторые считали, что эта картина написана в прерафаэлитовой манере. На картине Хиффернан держит лилию в левой руке и стоит на коврике из волчьей шкуры (что некоторые интерпретируют как мужественность и похоть), а голова волка угрожающе смотрит на зрителя. Портрет был отклонён для выставки в консервативной Королевской Академии, но был показан в частной галерее под названием «Женщина в белом», по наименованию романа Уилки Коллинза. В 1863 году работа была показана в парижском Салоне отверженных, мероприятии, организованном императором Наполеоном III для выставки работ, отклонённых из Салона.
Полотно Уистлера получило широкую известность, несмотря на скандал с другой, более шокирующей картиной Мане «Завтрак на траве». Вопреки критике со стороны традиционалистов, сторонники Уистлера настаивали на том, что картина была «явлением с духовным содержанием» и что она олицетворяла его теорию о том, что искусство должно касаться в основном расположения цветов в гармонии, а не буквального изображения мира природы.
Два года спустя Уистлер нарисовал ещё один портрет Хиффернан в белом, на этот раз проявив интерес к азиатским мотивам, который он назвал «Симфония в белом № 2: девушка в белом». Его «Леди поместья Лижсен» и «Золотая ширма», обе завершённые в 1864 году, снова изображают Джо в ещё более выразительном азиатском платье и обстановке. В этот период Уистлер сблизился с Гюставом Курбе, одним основателей французского реализма, но их отношения стали разрушаться после того, как Уистлер узнал что Хиффернан позировала обнажённой для Курбе. В январе 1864 года в Лондон прибыла мать Уистлера, очень религиозная и нравственная женщина, которая крайне расстроилась, увидев богемную жизнь сына. Это привело к напряжённости в семье. Уистлер писал Анри Фантен-Латуру: «Необычайное потрясение! Мне пришлось вычистить свой дом и очистить его от погреба до крыши». Он также переселил Хиффернан в другое место.

Симфония в белом № 1 1862. Холст, масло. Национальная галерея искусства, Вашингтон
Принцесса из страны фарфора. 1863. Холст, масло. Галерея искусства Фрир, Вашингтон
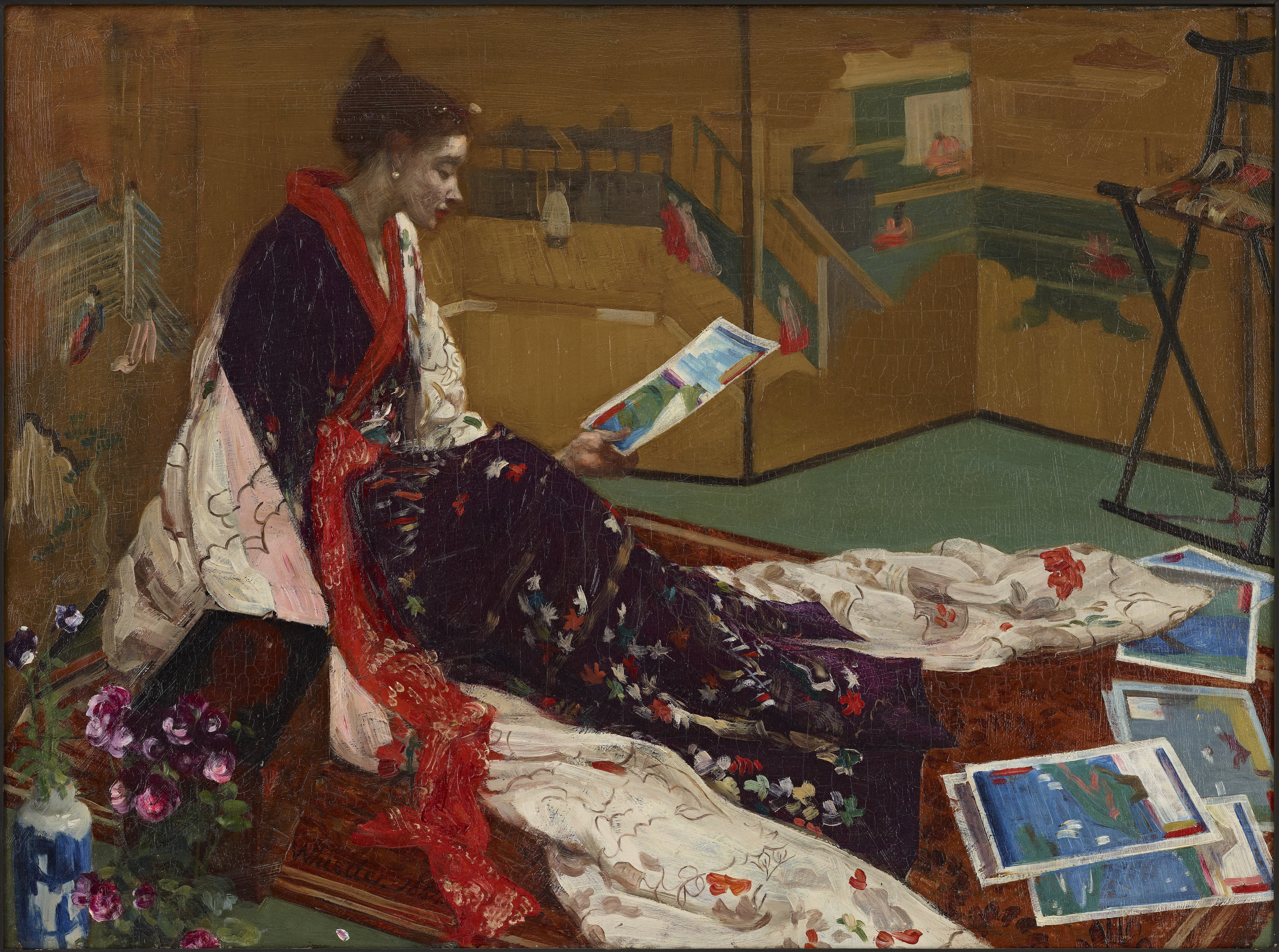
Золотая ширма. 1864. Дерево, масло. Галерея искусства Фрир, Вашингтон
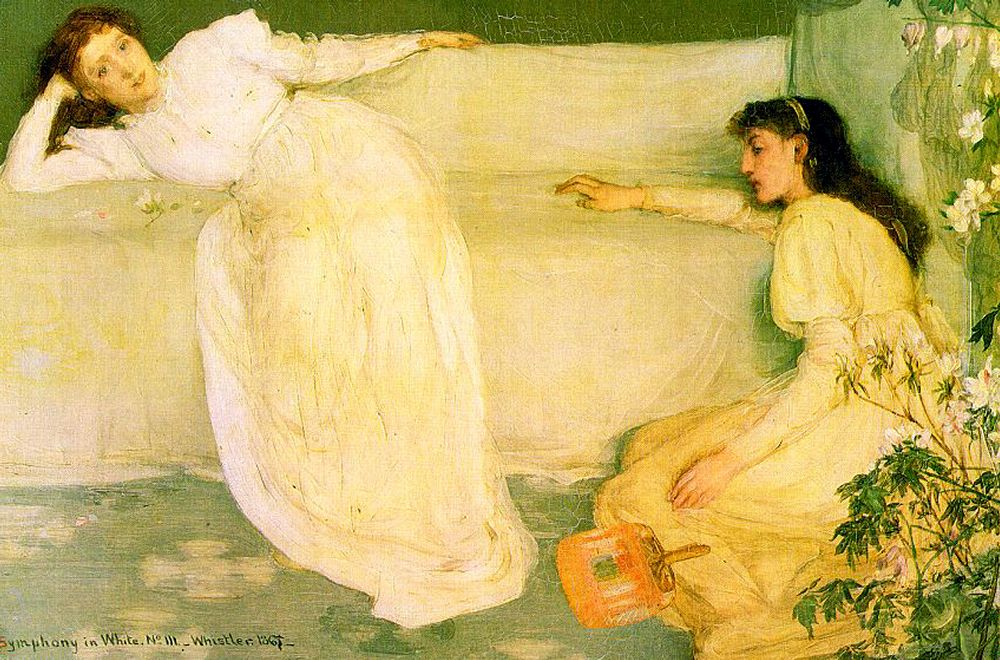
Симфония в белом № 3. 1866. Холст, масло. Институт изящных искусств Барбера, Бирмингем, Англия

## Пик творчества (1866—1878)

### Ноктюрны

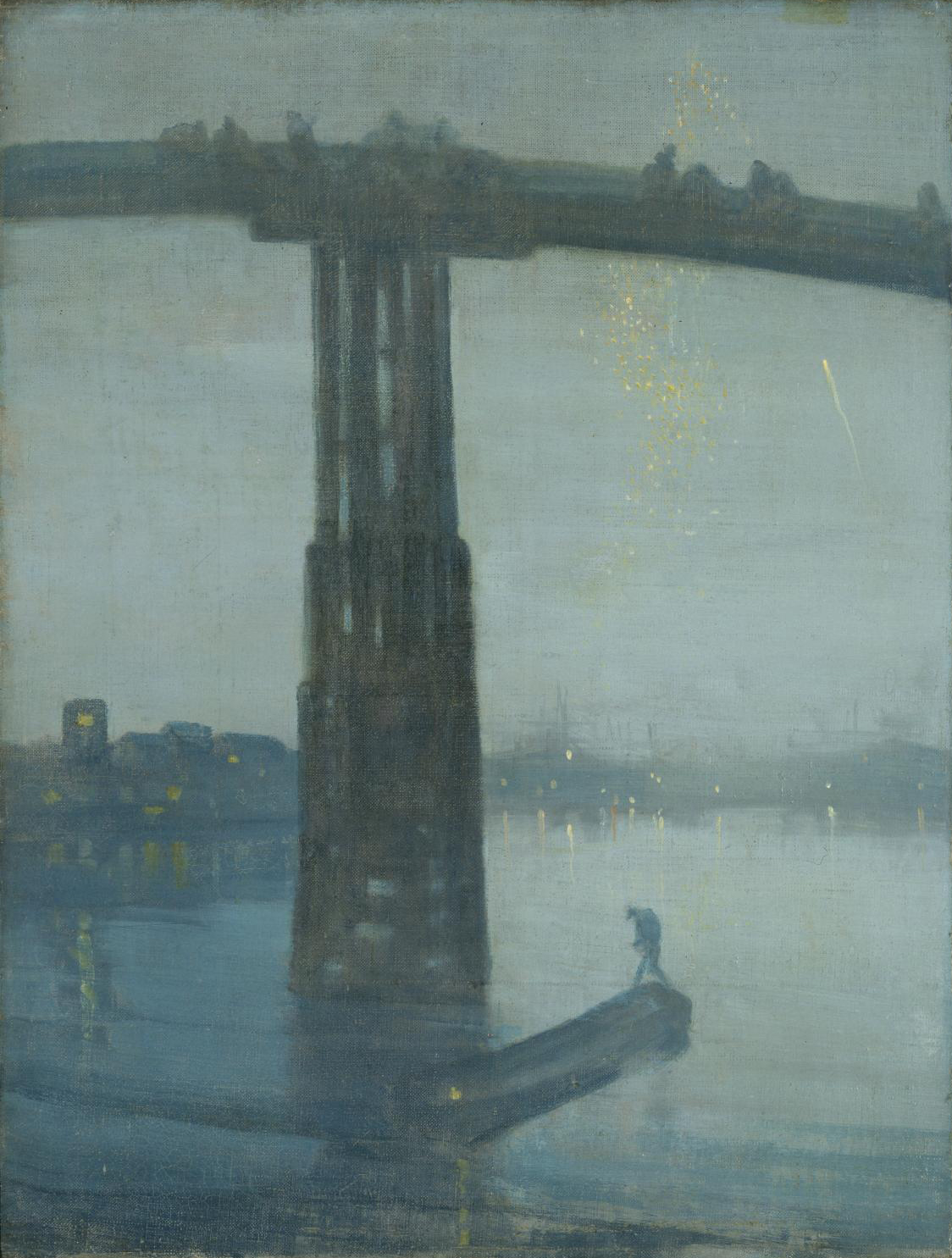
Ноктюрн в синем и золотом: старый мост в Баттерси. 1872. Холст, масло. Галерея Тейт, Лондон

В 1866 году Уистлер решил посетить Вальпараисо в Чили, путешествие, которое многих озадачило, хотя Уистлер заявлял, что сделал это по политическим причинам. Чили воевала с Испанией, и, возможно, художник считал это актом героической борьбы маленькой нации против большой, но никаких доказательств этой теории нет. Во время путешествия он написал первые три ночные картины — сцены гавани в синей или светло-зелёной палитре — картины «лунного света», которые он позже назвал «ноктюрнами». Вернувшись в Лондон, в течение следующих десяти лет он написал ещё несколько ноктюрнов, большинство которых изображали Темзу и сады Креморна, парка развлечений, известного своими шоу с фейерверками, которые, в свою очередь, ставили новую задачу для живописцев. В своих морских ноктюрнах Уистлер использовал сильно разбавленную краску в качестве грунта, но и объекты — корабли, огни и береговую линию — он тоже писал разбавленной краской. На некоторых картинах Темзы видны композиционные и тематические сходства с японскими произведениями Хиросигэ .
В 1872 году Уистлер благодарил своего покровителя Фредерика Лейленда, музыканта-любителя, обожавшего Шопена, за его музыкально вдохновлённые названия картин.
Я хочу сказать, что не могу выразить то, как я вам благодарен за слово «Ноктюрн» в качестве названия для моих [картин] лунного света! Вы не представляете, какое раздражение это вызывает у критиков и, как следствие, доставляет мне удовольствие — к тому же это действительно так очаровательно и так поэтично говорит всё то, что я хочу сказать, ни больше ни меньше!
Тогда же Уистлер написал ещё один автопортрет, который назвал «Аранжировка в сером: портрет художника» (ок. 1872), и начал переименовывать многие из своих ранних работ, используя музыкальные термины, такие как «ноктюрн», «симфония», «гармония», «этюд» или «аранжировка», чтобы подчеркнуть тональные качества и композицию, и нивелировать повествовательный элемент картин. Ноктюрны Уистлера стали одними из самых инновационных его работ. Показ нескольких ноктюрнов арт-дилеру Полю Дюран-Руелю после франко-прусской войны дал Уистлеру возможность объяснить свою развивающуюся «теорию в искусстве» художникам, покупателям и критикам во Франции. Его хороший друг Анри Фантен-Латур, который стал более реакционным в своём мнении, особенно в том, что касается своих негативных взглядов на новую импрессионистскую школу, нашёл новые работы Уистлера неожиданными и смущающими. Фантен-Латур признался: «Я там ничего не понимаю; странно, как человек меняется. Я его больше не узнаю». К тому времени их отношения почти прекратились, но они продолжали делиться мнениями в переписке. Когда Эдгар Дега пригласил Уистлера принять участие в первой выставке импрессионистов в 1874 году, Уистлер, как и Мане, отклонил приглашение, и некоторые критики связали это, отчасти, с влиянием Фантен-Латура на них обоих.

## «Ноктюрны» Уистлера

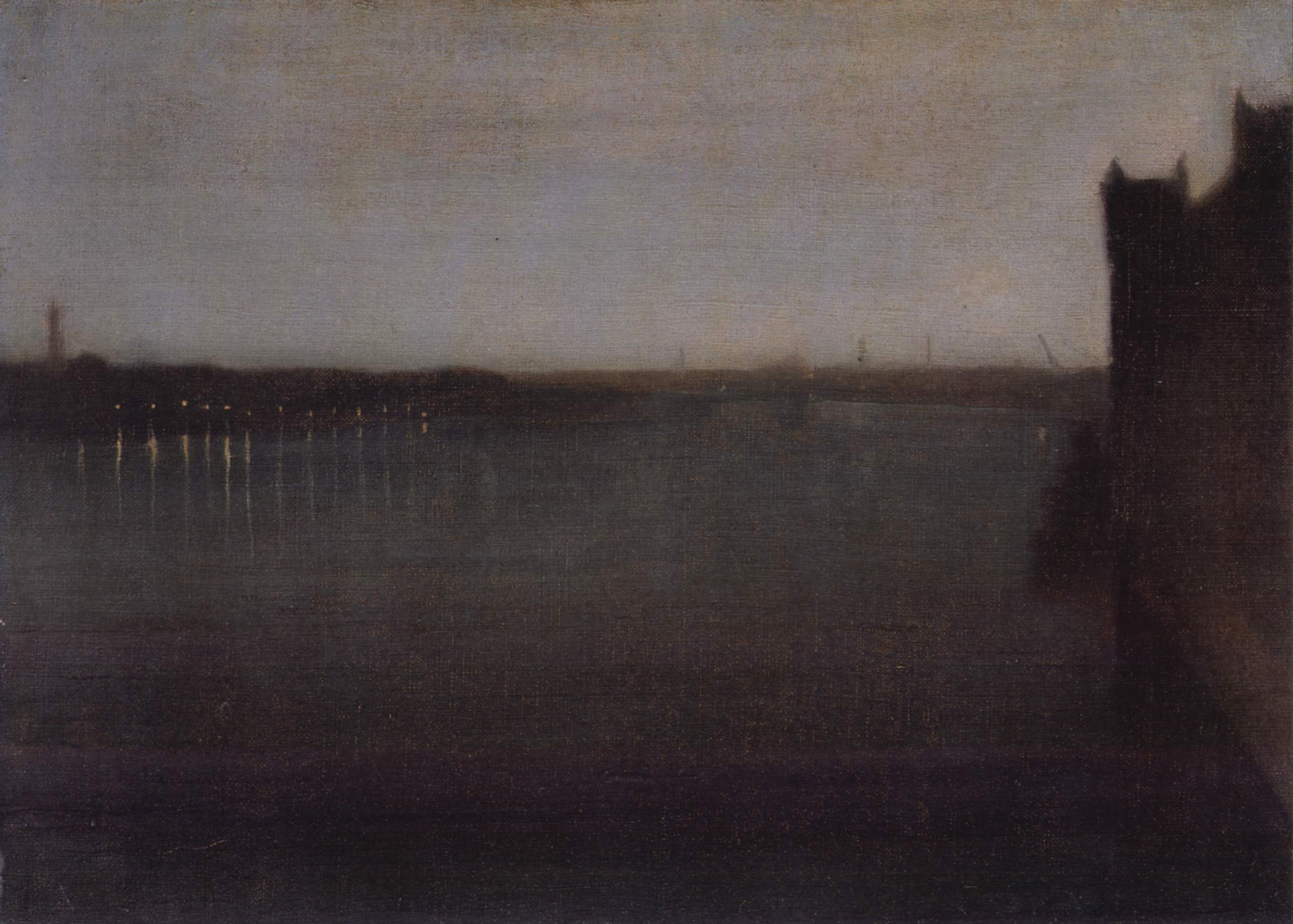
Ноктюрн в сером и золотом — Вестминстерский мост. 1874. Холст, масло. Частное собрание, Глазго
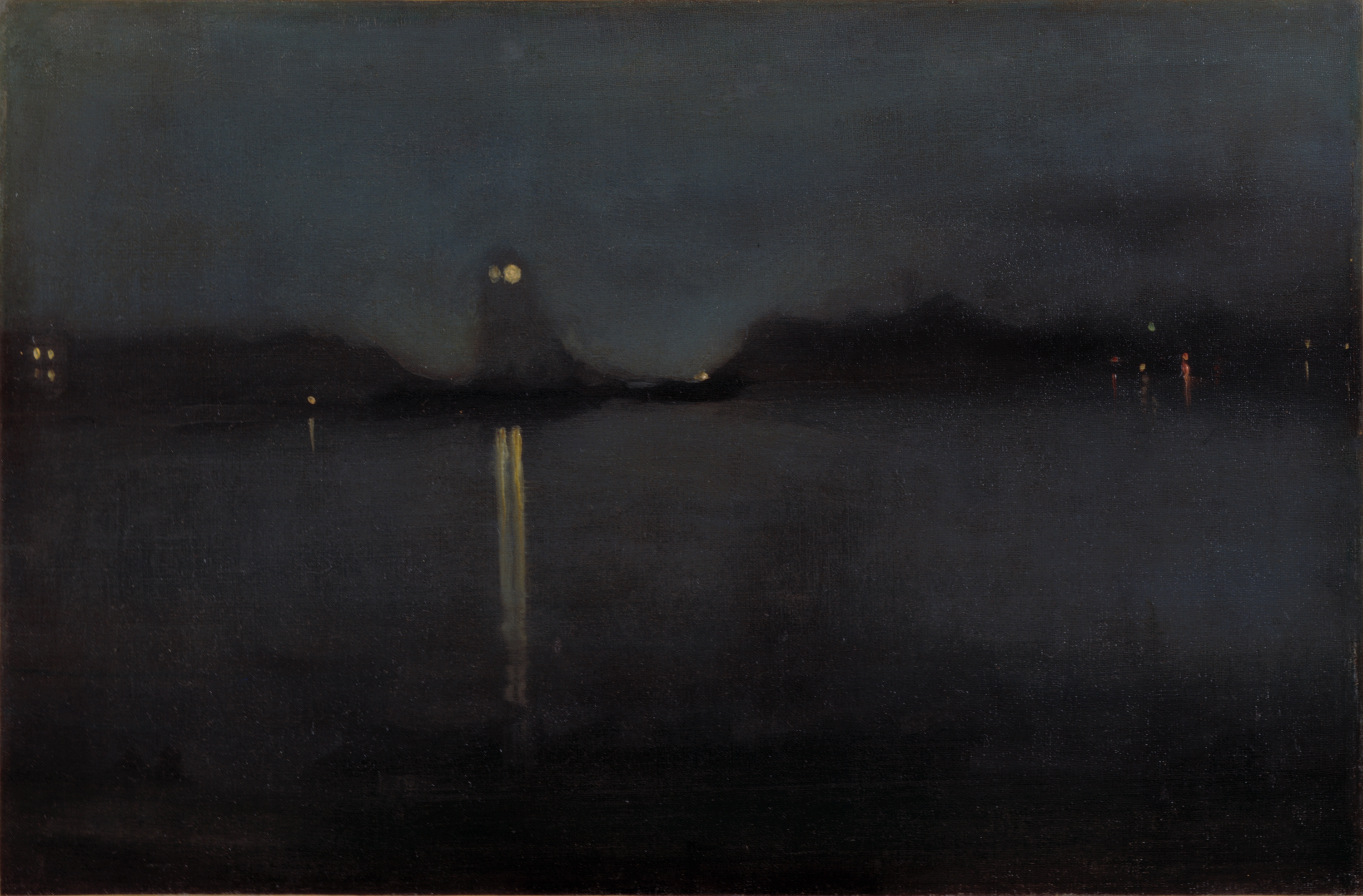
Ноктюрн. 1870—1877. Холст, масло. Белый дом, Вашингтон
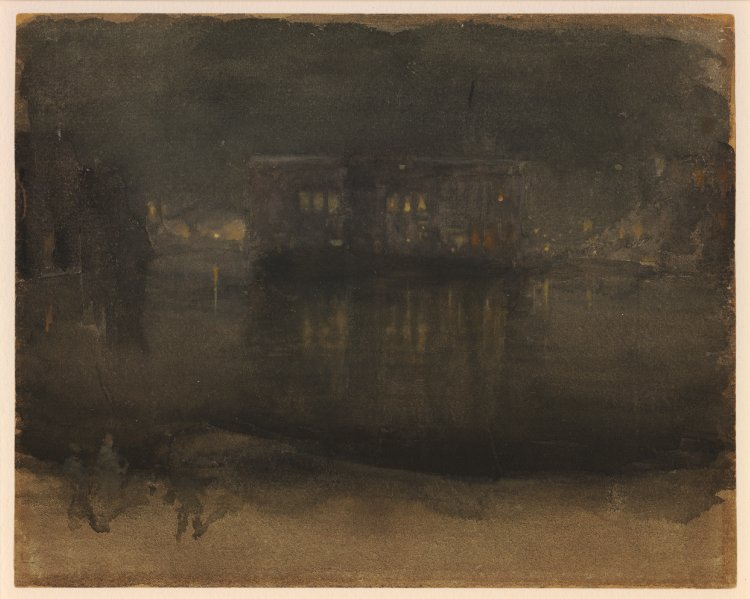
Амстердамский ноктюрн. 1883—1884. Бумага, акварель. Британский музей, Лондон
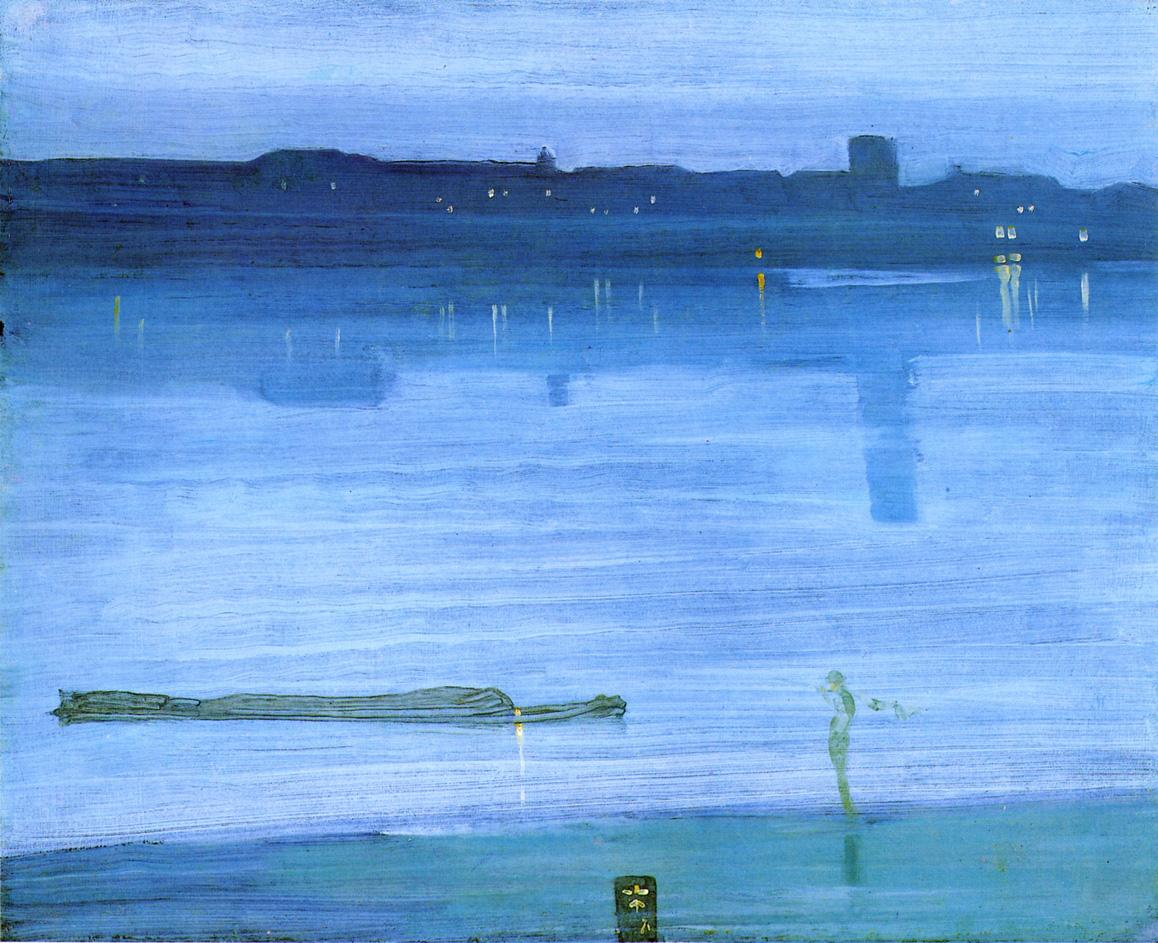
Ноктюрн в голубом и серебряном. Челси. 1871. Дерево, масло. Галерея Тейт, Лондон

### Портреты
Франко-прусская война 1870 года разделила французское художественное сообщество. Многие художники укрылись в Англии, присоединившись к Уистлеру, в том числе Камиль Писсарро и Моне, а Мане и Дега остались во Франции. Как и Уистлер, Моне и Писсарро сосредоточили свои усилия на городских пейзажных работах, и вполне вероятно, что Уистлер попал под влияние стиля этих художников-импрессионистов, и это отразилось на его ноктюрнах. В конечном счете, Уистлер отдалился от «проклятого реализма» Курбе, и их дружба увяла, как и его связь с Джоанной Хиффернан.

#### Мать Уистлера (1871)

Аранжировка в сером и чёрном. Мать художника, 1871. Холст, масло. Музей Орсе, Париж

К 1871 году Уистлер вернулся к портретам и вскоре создал свою самую известную картину, почти монохромную фигуру в полный рост, озаглавленную «Аранжировка в сером и чёрном», но обычно её называют «Мать Уистлера». Согласно письму его матери, однажды одна из натурщиц не пришла на назначенный сеанс, и Уистлер предложил матери написать её портрет. Сначала она позировала стоя, но это оказалось слишком утомительным для неё. Написание картины заняло десятки сеансов позирования.
Портрет получился простым и строгим, с ограниченной палитрой. Но обманчиво простой дизайн на самом деле гармонично уравновешивает различные формы на картине: прямоугольник занавески, рисунок на стене и пол — и линии лица, платья и стула. Уистлер отмечал, что повествовательный аспект картины не имел большого значения, однако картина отдаёт дань уважения его благочестивой матери. После первоначального шока от стиля жизни сына она много помогала ему, несколько утихомирив его поведение, заботясь о его внутренних потребностях и создав ауру консервативной респектабельности, которая помогла завоевать покровителей.
Публика негативно отреагировала на картину, в основном из-за её антивикторианской простоты, но в те времена в Англии в моде были сентиментальность и яркие цвета. Критики считали, что картина — неудачный «эксперимент», но никак не искусство. Королевская Академия отклонила картину к выставлению, но затем неохотно приняла после лоббирования сэром Уильямом Боксаллом, повесив её в неудачном месте выставки.

С самого начала «Мать Уистлера» вызвала различные реакции, в том числе пародии, насмешки и восхищение, которые продолжаются и по сей день. Некоторые считали полотно «данью уважения старости», «тяжёлым чувством скорби» или «совершенным символом материнства», другие использовали его в различных пародиях: на поздравительных открытках, в журналах, и даже мультфильмах про Дональда Дака и Лося Буллвинкля. Уистлер внес весомый вклад в популяризацию картины, часто выставляя её и разрешая делать репродукции, которые хорошо раскупались. Картина едва избежала пожара во время доставки поездом. В конечном итоге она была куплена французским правительством, и стала первым произведением Уистлера в публичной коллекции. Сейчас находится в Музее Орсе в Париже.

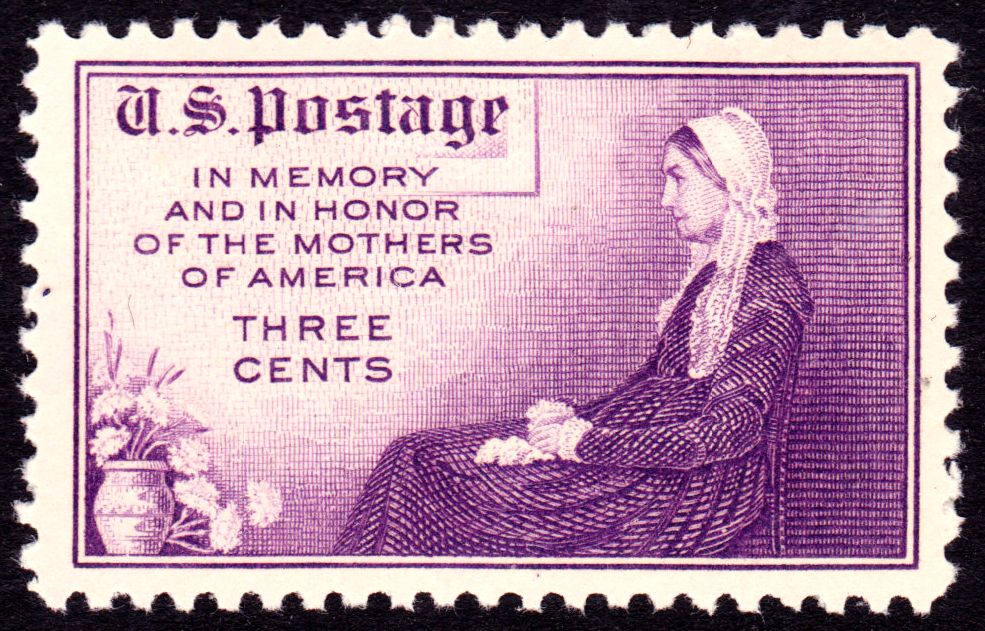
Изображение картины «Мать художника» на почтовой марке США1934

Во время великой депрессии картина была оценена в один миллион долларов и имела большой успех на Всемирной ярмарке в Чикаго в 1933 году. Публика, которая не была знакома с эстетическими теориями Уистлера, решительно признавала полотно символом материнства.
В 2015 году нью-йоркский критик Питер Шьелдаль написал, что картина «остается самой важной американской работой, находящейся за пределами США». Марта Тедески пишет:
Мать Уистлера, Американская готика Вуда, Мона Лиза Леонардо да Винчи и Крик Эдварда Мунка достигли того, чего не достигли большинство картин — независимо от их исторической важности, красоты или денежной ценности, они, практически сразу, передают конкретный смысл почти каждому зрителю. Эти немногие работы проложили мост от элитного царства посетителей музеев к огромному миру популярной культуры.

### Другие портреты
Другие значимые портреты кисти художника включают портреты его любовницы Мод Франклин (1876), историка Томаса Карлейля (1873), дочери лондонского банкира Сесили Александер (1873), леди Мье (1882) и критика Теодора Дюре (1884). В 1870-х годах Уистлер написал полнометражные портреты Фредерика Лейланда и его жены Фрэнсис. Впоследствии Лейланд поручил художнику украсить свою столовую, которая получила название Павлинья комната.
Уистлер был разочарован нерегулярным принятием его работ на выставки в Королевскую академию и плохим размещением картин в залах выставки. В 1874 году Уистлер организовал свою первую персональную выставку. Она вызвала интерес публики, в том числе необычным для того времени оформлением помещений, которые были стилизованы и гармонировали с картинами в соответствии с его теориями искусства. Критик писал: «При входе в галерею посетитель будет поражен странным чувством гармонии и физической формы, и этот общий эффект, возможно, даже более интересен чем каждая работа в отдельности».
Уистлер был не столь успешным портретистом, как другой известный американец Джон Сарджент. Отчасти, это объяснялось экономичной техникой Уистлера и его нежеланием льстить своим моделям. Он работал очень долго и требовал чрезвычайно длительных сеансов позирования. Уильям Чейз, портрет которого писал Уистлер, жаловался: «Он оказался настоящим тираном, каждый день позирование до сумерек, мои конечности болели от усталости, а голова кружилась от всего этого. „Не двигайся! Не двигайся!“, кричал он всякий раз когда я хотел передохнуть». К тому времени, когда Уистлер получил широкое признание в 1890-х годах, его время как портретиста уже ушло.
Подход Уистлера к портретной живописи в его позднем творчестве был описан одной из его моделей, Артуром Эдди, который позировал для художника в 1894 году:
Он работал с большой скоростью и долгими часами, использовал полупрозрачные цвета, покрывая холст бесчисленными слоями краски. Глубина и интенсивность цвета нарастала по мере создания картины. Сначала вся фигура была окрашена в серо-коричневые тона, с очень небольшим количеством телесного цвета, всё идеально сочеталось с серо-коричневым фоном. Потом весь фон немного усиливался, затем фигура становилась немного сильнее; затем фон, и так далее, изо дня в день, и неделю за неделей, и, часто, из месяца в месяц... Весь портрет действительно рос, развивался как единое целое, от самых первых слабых оттенков цвета до их полных значений. Как будто портрет был спрятан в холсте, и мастер, дирижируя изо дня в день кистями, вызывал изображение.

Портреты
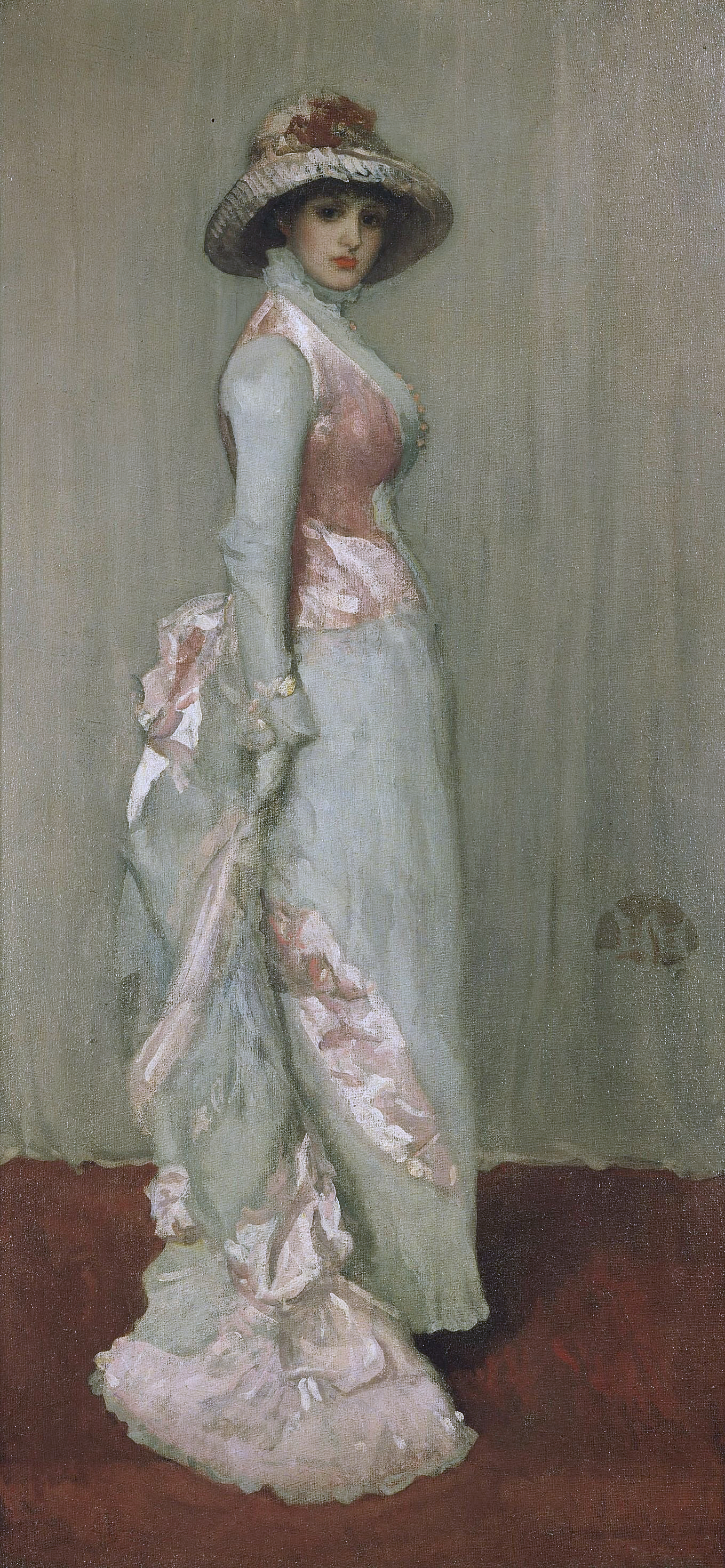
Портрет леди Мье. 1881. Масло, холст.
Уистлер в своей студии. 1865. Масло, холст. Автопортрет.
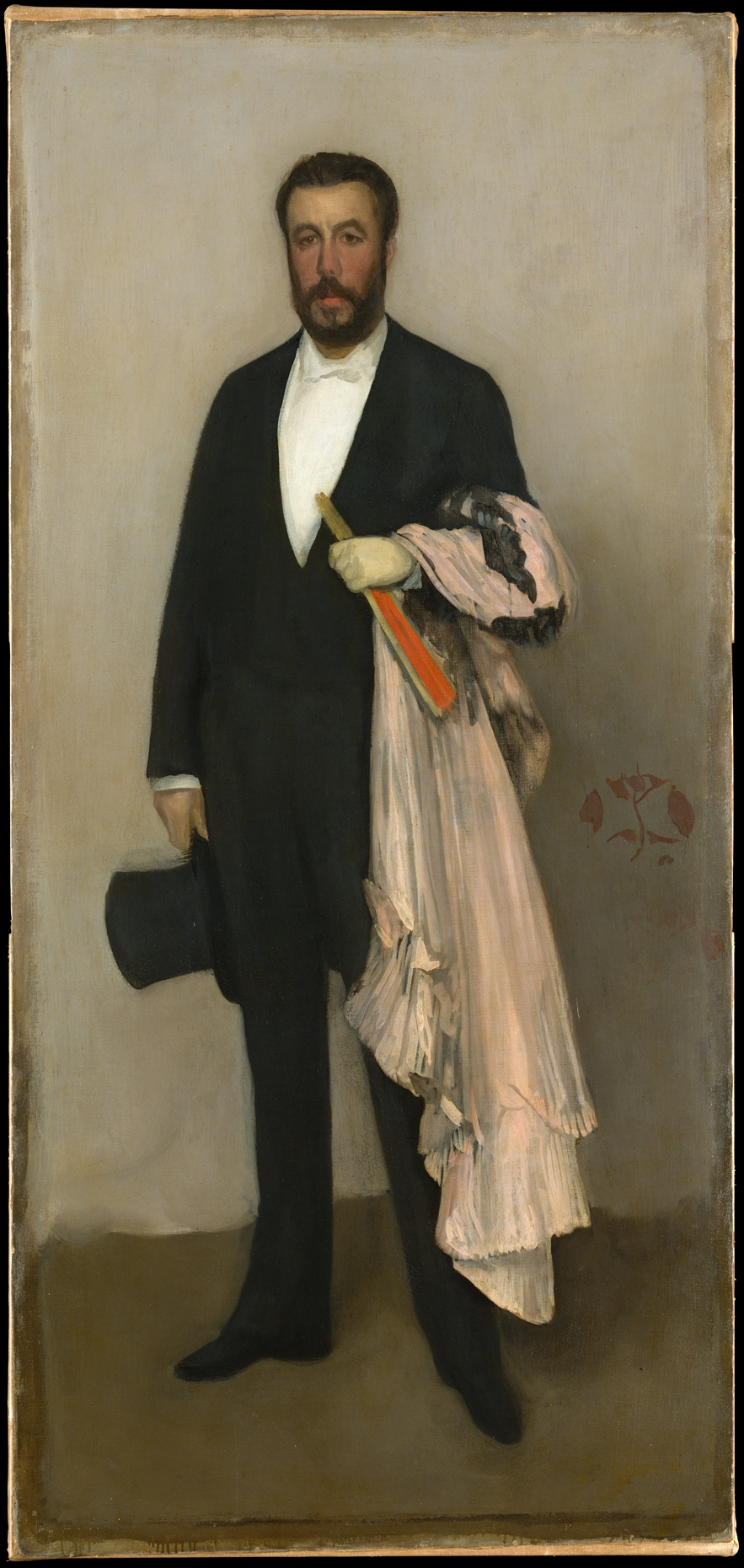
Портрет Теодора Дюре. 1883. Масло, холст.
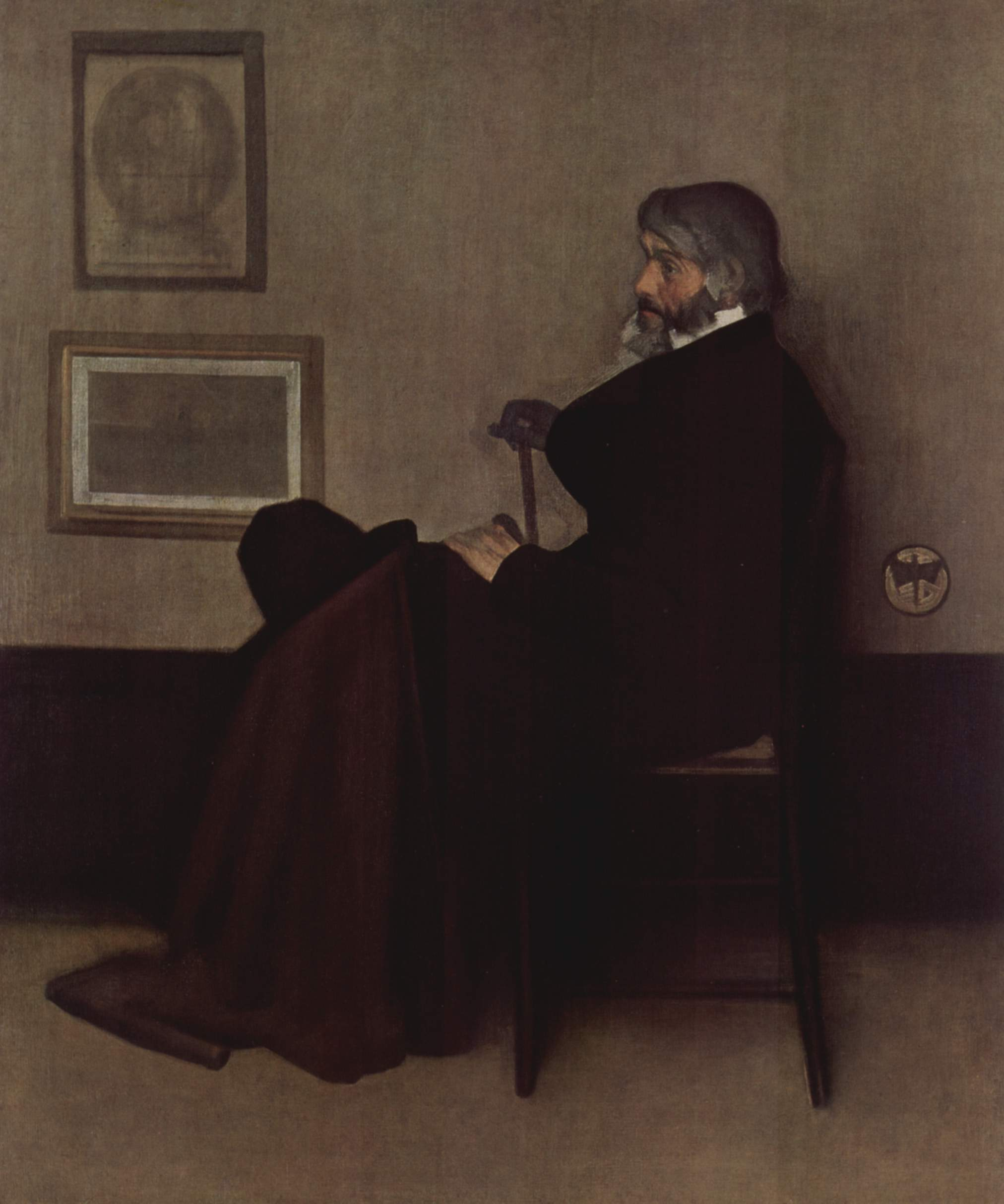
Аранжировка в сером и черном № 2: портрет Томаса Карлейля. 1872—1873. Масло, холст.

### Офорты

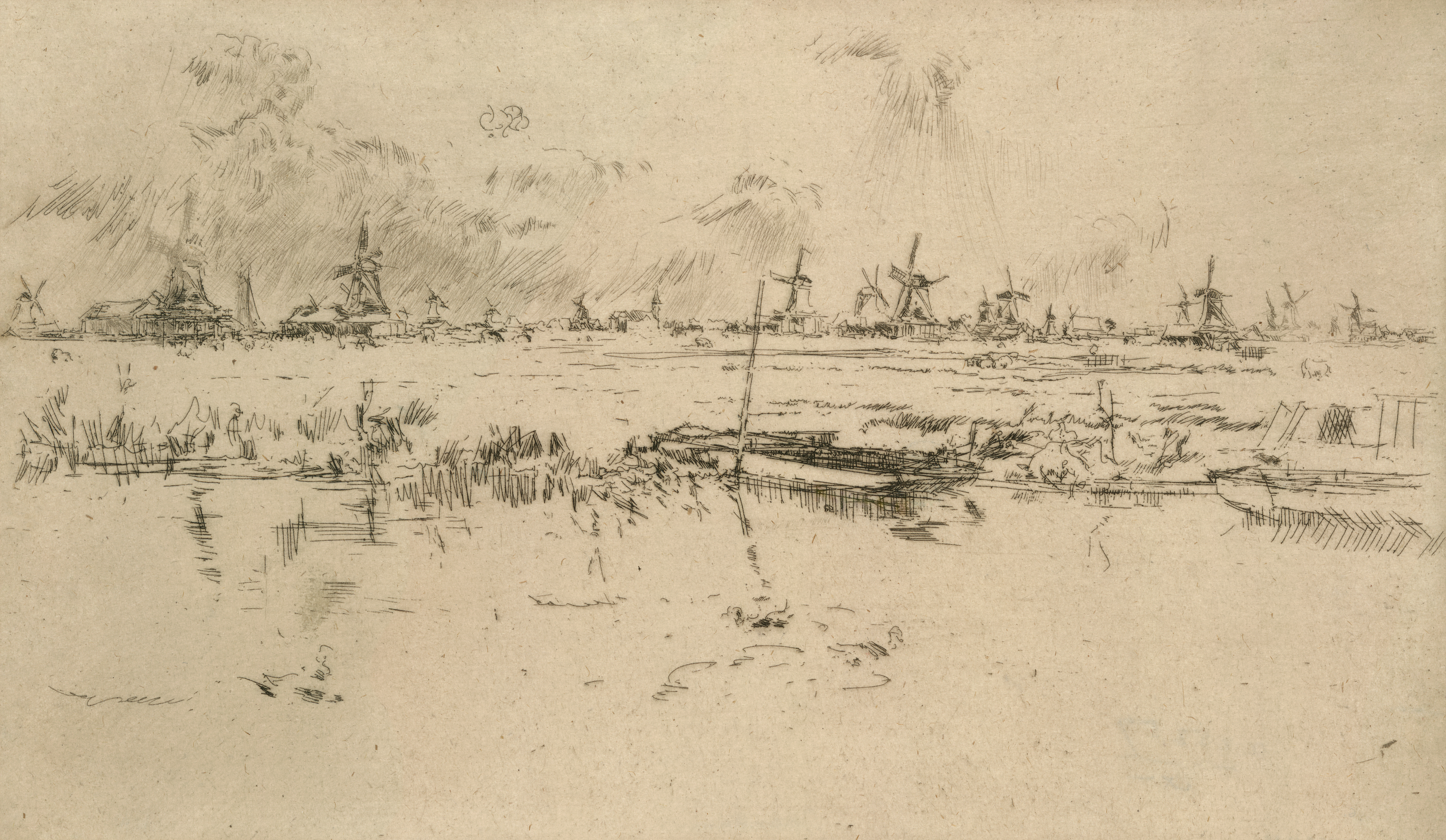
Зандам, Нидерланды. Около 1889. Гравюра.

Уистлер создал многочисленные офорты, литографии и работы в технике сухой иглы. На литографиях художник изображал различные объекты и пейзажи: некоторые из них имеют слегка задрапированные рисунки, другие — пейзажи Темзы, среди которых есть две или три из самых лучших его работ, включая «ноктюрн» в Лаймхаусе, в то время как другие изображают Фобур Сен-Жермен в Париже и георгианские церкви в Сохо и Блумсбери в Лондоне. Офорты включают портреты семьи, любовниц и уличные сцены в Лондона и Венеции. Количество его литографий, некоторые из которых были исполнены на камне, другие — непосредственно на бумаге для литографии, возможно, вдвое меньше, чем офортов.
Со временем, Уистлер приобрел прекрасную репутацию гравёра. Мартин Харди писал: «Есть некоторые, которые ставят его рядом с Рембрандтом, возможно, даже выше Рембрандта, как величайшего мастера всех времен. Лично я предпочитаю считать их Юпитером и Венерой, самой большой и самой яркой среди планет на небесах гравировки». Уистлер очень трепетно относился к печати офортов и выборе бумаги. В начале и в конце своей карьеры он уделял большое внимание чистоте линии, хотя в средний период творчества больше экспериментировал с чернилами и тоном.

### Подпись монограмма-бабочка

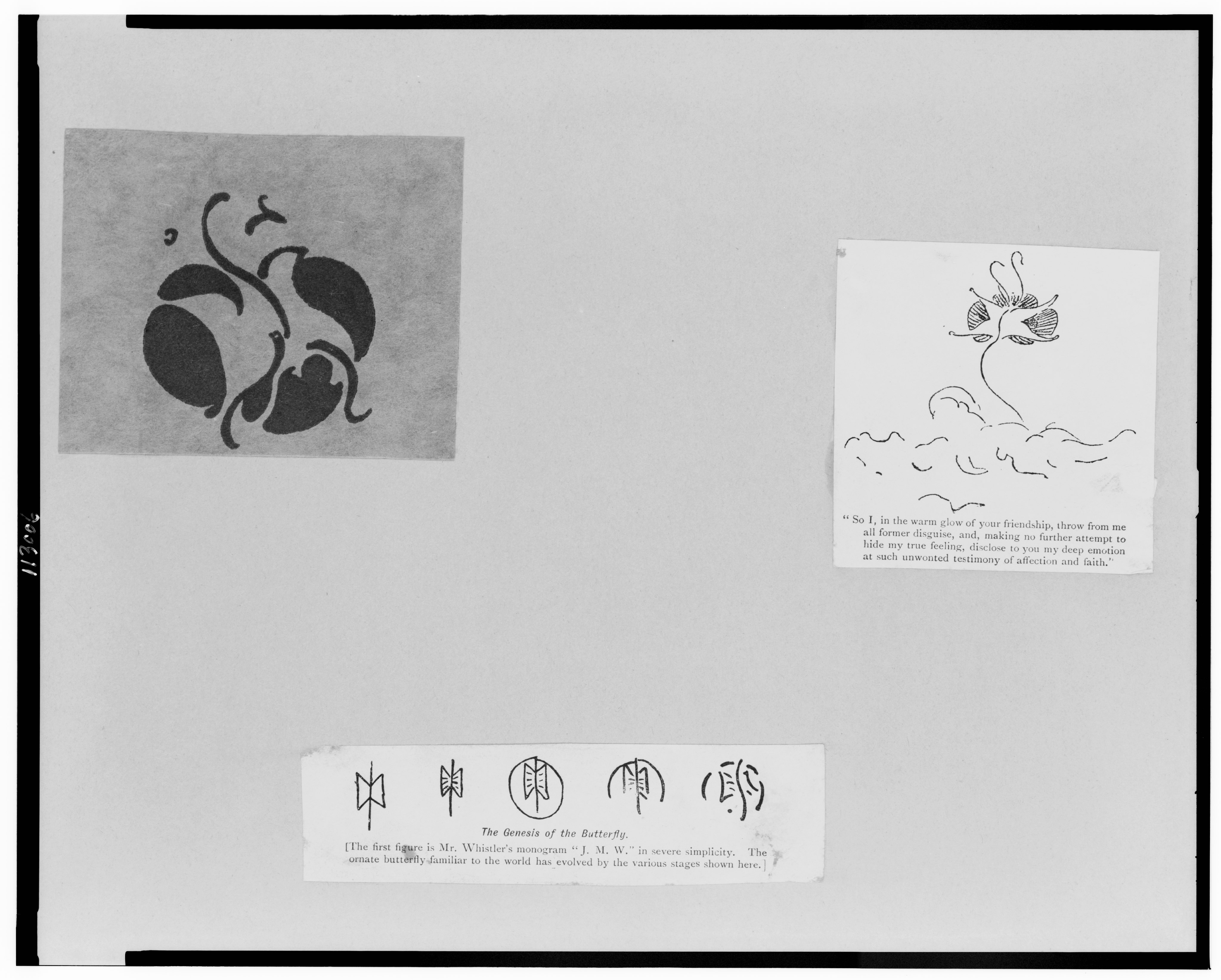
Различные варианты подписи-бабочки Уистлера.

Знаменитая бабочка Уистлера впервые появилась в 1860-х годах в связи с его интересом к азиатскому искусству. Он изучал гончарные подписи на фарфоре, который начал коллекционировать, и решил изобразить монограмму из своих инициалов. Со временем это превратилось в форму абстрактной бабочки. К 1880 году к изображению бабочки он добавил жало, как символ, отражающий его нежную, чувствительную натуру и его дерзкий, раздражительный дух. Он очень внимательно относился к правильному размещению подписи как на своих картинах, так и на своих заказных рамах. Его внимание к важности баланса и гармонии простиралось от рамки до размещения его картин в пространстве выставки, как в Павлиньей комнате.

### Павлинья комната (1876—1877)

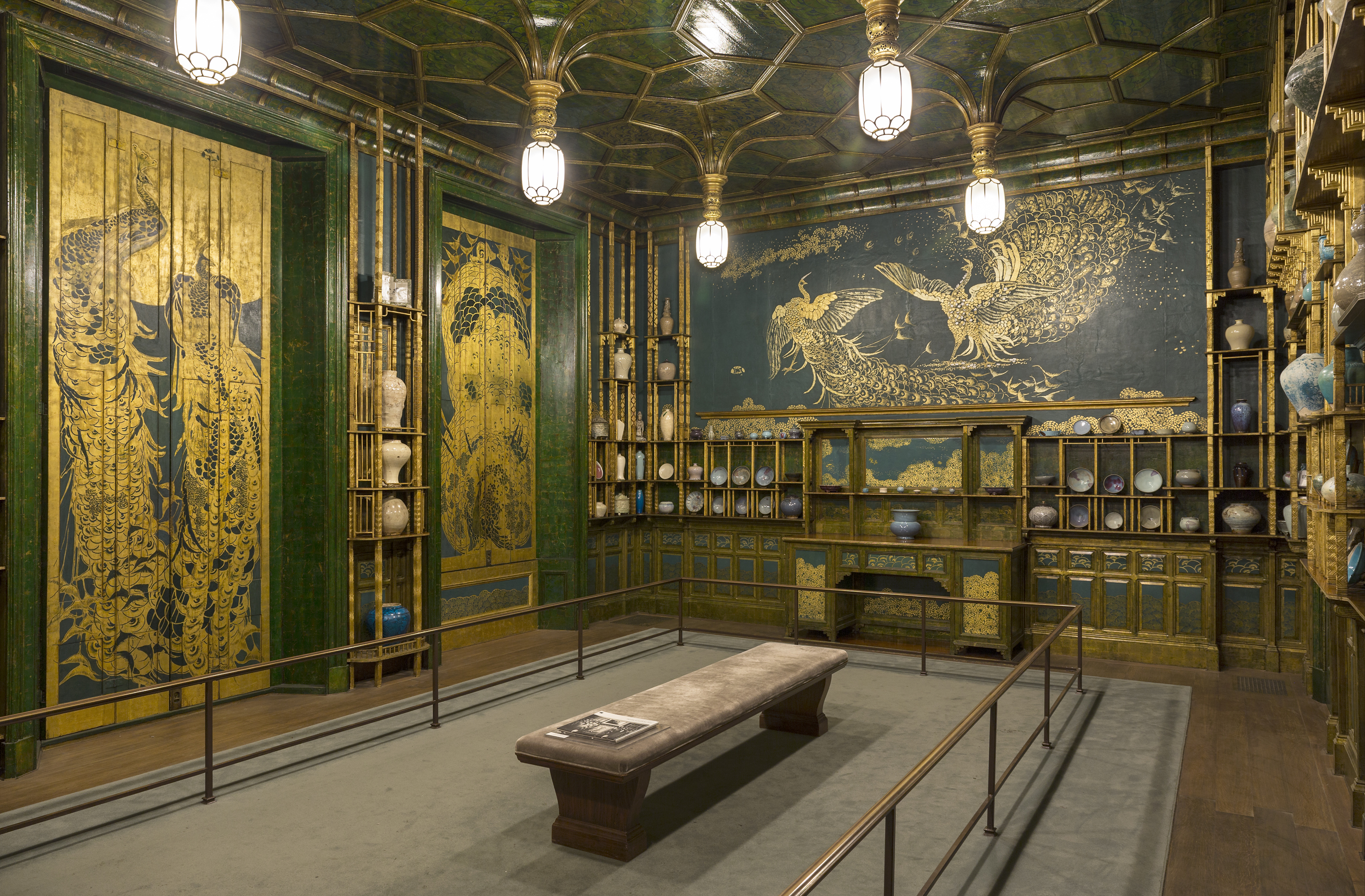
Павлинья комната. 1876—1877. Галерея Фрира, Вашингтон, США.

«Гармония в синем и золотом: павлинья комната» — шедевр Уистлера в области интерьерной декоративной росписи. Уистлер декорировал комнату в единой, богатой палитре: сине-зелеными панелями с остеклением и сусальным золотом. Роспись, выполненная в 1876—1877 годах, считается одним из величайших сохранившихся эстетических интерьеров и лучшим образцом англо-японского стиля. Недовольный первым вариантом оформления, созданного Томасом Джекиллом (1827—1881), Фредерик Лейланд, на тот момент покровитель Уистлера, поручил реставрацию комнаты ему. Планировалось, что тот внесет незначительные изменения, чтобы «гармонизировать» комнату в которой выставлялась коллекция фарфора Лейланда. На северной стороне — над камином висела картина Уистлера Принцесса из страны фарфора[3] и служила центральным компонентом комнаты. Однако Уистлер дал волю своему воображению. Он полностью закрасил кожаные обои XIV века, ранее принадлежавшие Екатерине Арагонской, за которые Лейланд заплатил 1000 фунтов стерлингов, и внес значительные изменения в дизайн комнаты. Лейланд был шокирован «улучшениями». Художник и меценат поссорились из-за комнаты и надлежащей компенсации за работу.
В 1904 году, Чарльз Фрир, американский промышленник и коллекционер произведений искусства, приобрел Принцессу из страны фарфора, и анонимно купил и всю комнату у наследников Лейланда, включая дочь Лейланда и её мужа, британского художника Вала Принсепа. Фрир перевез Павлинью комнату в свой особняк в Детройте, а после его смерти в 1919 году она была установлена в Галерее искусств Фрира в Смитсоновском институте в Вашингтоне.

### Суд с Джоном Рёскиным (1877—1878)
В 1877 году Уистлер подал в суд на критика Джона Рёскина за клевету после того, как критик осудил его картину «Ноктюрн в чёрном и золотом. Падающая ракета». Работа выставлялась в галерее Гросвенор, альтернативе выставке Королевской академии, наряду с работами Эдварда Бёрн-Джонса и других художников. Рёскин, который был сторонником прерафаэлитов и Уильяма Тёрнера, раскритиковал работу Уистлера в своих письмах Fors Clavigera 2 июля 1877 года, хотя работу Бёрн-Джонса оценил положительно:
Ради блага господина Уистлера, а также в целях защиты покупателей, сэр Коттс Линдсей [основатель галереи Гросвенор] не должен был допускать в галерею работы малообразованного тщеславца, вообразившего себя художником, и к тому же решившего вести в заблуждение посетителей. Несмотря на то, что я был наслышан о наглости кокни [лондонские простолюдины], однако, я не ожидал увидеть шута, который просит двести гиней за то, что он плеснул ведро краски в лицо публике.

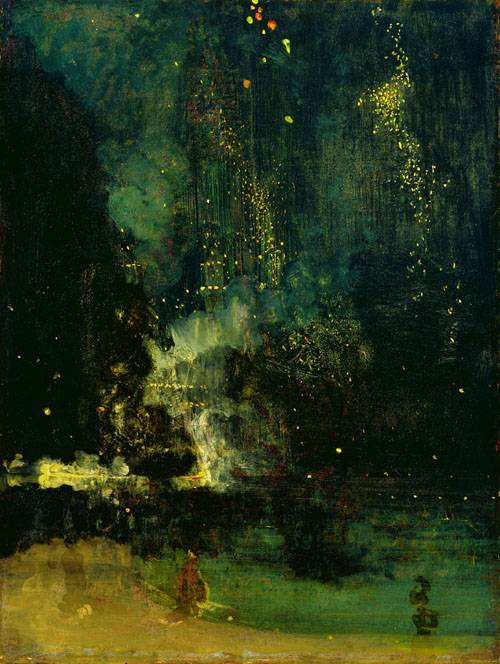
Ноктюрн в чёрном и золотом. Падающая ракета. 1874. Холст, масло. Детройтский институт искусств, Детройт, США.

Уистлер писал своему другу Джорджу Боутону: «Это самая унизительная критика, с которой я когда-либо сталкивался». Резкая критика Рёскина — ведущего искусствоведа викторианской эпохи — вызвала бурю негодования у владельцев других работ Уистлера. Достаточно быстро произведения художника стали непопулярны, что сказалось на его финансовом благополучии[6]. Вместе с адвокатом он составил судебный иск о клевете, который был вручен Рёскину. Уистлер надеялся получить компенсацию в 1000 фунтов стерлингов плюс судебные издержки. Из-за приступов психических расстройств Рёскина дело было передано в суд только в следующем году, в то время как финансовое состояние Уистлера продолжало ухудшаться.
Иск был заслушан в отделе казначейства Высокого суда 25 и 26 ноября 1878 года перед бароном Хаддлстоном и специальным жюри. Сэр Джон Холкер, солиситор Джона Рёскина, допрашивал Уистлера:
Холкер: «Что такое Ноктюрн в черном и золотом — падающая ракета?»
Уистлер: «Это ночная сцена, на которой изображён фейерверк в садах Креморна».
Холкер: "Не вид на Креморн?"
Уистлер: «Если бы это был «Вид на Креморна», это, безусловно, не принесло бы ничего, кроме разочарования со стороны зрителей. Это художественная аранжировка. Вот почему я называю это ноктюрном ...»
Холкер: «Сколько времени Вам потребовалось, чтобы нарисовать Ноктюрн в черном и золотом? Как быстро Вы его «добили»?»
Уистлер: «О, я «добил» её, возможно, за пару дней — один день, чтобы выполнить работу, и другой, чтобы закончить её…» [размер картины: 60,3 × 46,6 см]
Холкер: «Труд двух дней — это то, за что Вы просите двести гиней?»

Уистлер: «Нет, я прошу эту [цену] за знания, которые я получил в течение всей жизни».
Уистлер рассчитывал на то, что многие художники выступят свидетелями в его защиту, но они отказались, опасаясь за свою репутацию. Другие его свидетели были неубедительны, да и реакция присяжных на картину была насмешливой. Против более убедительных свидетелей Рёскина, включая Эдварда Бёрн-Джонса, и с отсутствием, по причине болезни, на многих заседаниях самого искусствоведа, контратака Уистлера была малоэффективной. Тем не менее суд присяжных вынес вердикт в пользу художника, но присудил номинальную компенсацию в один фартинг, а судебные издержки были разделены между сторонами иска. Судебные издержки, вместе с огромными долгами от строительства его резиденции («Белый дом» на Тайт-стрит в районе Челси в Лондоне, по проекту Эдварда Годвина, 1877—1878), вынудили Уистлера 8 мая 1879 года объявить о банкротстве, в результате чего был проведён аукцион по распродаже его коллекции и имущества, включая дом.
В декабре 1878 года Уистлер опубликовал свой отчёт о судебном процессе в брошюре «Уистлер против Рёскина: искусство и искусствоведы», позже включенный в книгу «Изящное искусство создавать себе врагов» (1890). Надежда Уистлера на то, что публичность судебного процесса спасёт его карьеру, была разрушена, поскольку из-за суда он потерял своих покровителей. Одним из них был Фредерик Лейланд, также его кредитор, с которым они поссорились из-за Павлиньей комнаты. В своём финансовом крахе Уистлер всегда винил Лейланда.

## Позднее творчество (1878—1903)

### Поездка в Венецию (1878—1879)
После суда Уистлер получил заказ из Венеции на двенадцать гравюр. Он с готовностью принял предложение и прибыл в город с подругой Мод, сняв комнаты в полуразрушенном палаццо, которое они разделили с другими художниками, включая Джона Сарджента. Несмотря на тоску по Лондону, он привык к Венеции и приступил к «раскрытию» её характера. Уистлер делал всё возможное, чтобы отвлечься от мыслей о своих финансовых делах и предстоящей продажи всех своих картин и вещей на аукционе Сотбис. Художник был постоянным гостем на вечеринках в американском консульстве и очаровывал гостей речевыми оборотами, такими как «единственная положительная добродетель художника — праздность, и так мало талантливых в этом».
Однако, его новые друзья отмечали, что Уистлер вставал рано и работал целыми днями. Он написал другу: «Я научился узнавать Венецию в Венеции, которую другие, кажется, никогда не воспринимали, и которую я „привезу“ по возвращении, как я предполагаю, что послужит более чем хорошей компенсацией за все, раздражающие дух, задержки и неприятности». Трехмесячное назначение в Венеции растянулось на четырнадцать месяцев. В этот, исключительно продуктивный, период Уистлер завершил более пятидесяти офортов, несколько ноктюрнов и акварелей, и более 100 пастелей, изображая как настроение Венеции, так и её прекрасную архитектуру. Кроме того, Уистлер оказал влияние на американское художественное сообщество в Венеции, особенно на Фрэнка Дювенека (и «мальчиков» Дювенека) и Роберта Блюма, который подражал видению города Уистлера, а затем распространил его методы и влияние в Америке.

### Возвращение в Лондон (1879—1903)

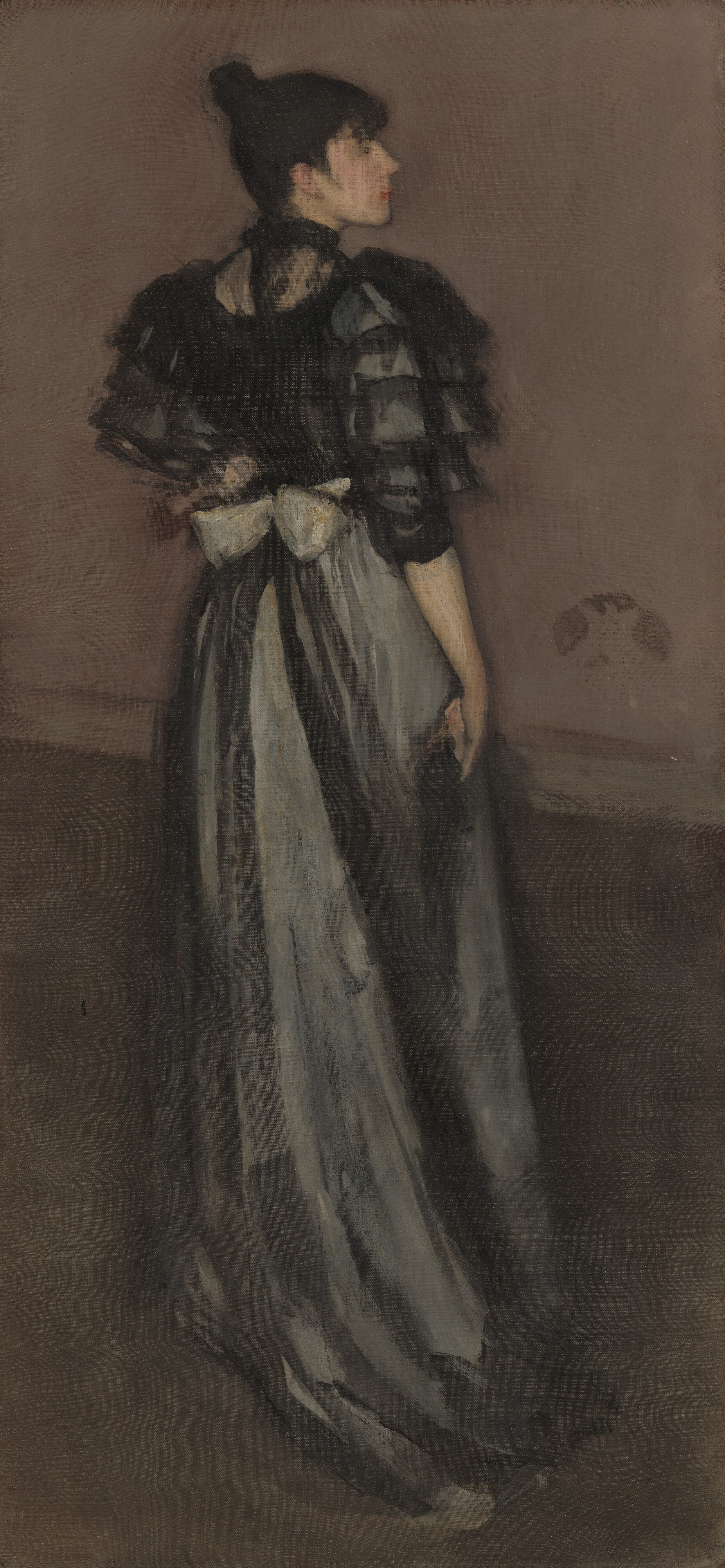
Перламутр и серебро: Андалусийка. 1888—1900. Холст, масло. Модель: Этель Уибли

По возвращении в Лондон, у Уистлера особенно хорошо продавались пастели, по поводу которых он сказал: «Они не так хороши, как я предполагал. Они продаются!». Несмотря на активное участие в выставках, успех был невелик. И хотя Уистлер все ещё находился в стесненном финансовом положении, он был воодушевлен вниманием и восхищением, которое получил от молодого поколения английских и американских художников, сделавшие его своим кумиром и повсеместно использовавшим титул «ученик Уистлера». Многие из них вернулись в Америку и распространяли рассказы о провокационном эгоизме Уистлера, остроумии и эстетических высказываниях — создавая легенду, к его большому удовлетворению.
В 1885 году Уистлер опубликовал свою первую книгу «Лекция в десять часов», которая является основным изложением его концепции «искусство ради искусства». В то время господствовала противоположная, викторианская, точка зрения, а именно, что искусство имеет моральную или социальную функцию. Для Уистлера, однако, искусство было самоцелью, и ответственность художника была не перед обществом, а перед самим собой, интерпретировать природу через искусство и не воспроизводить то, что он видел. Кроме того, он заявил: «Природа очень редко бывает права и должна быть улучшена художником с помощью его собственного видения». Поэт и писатель Оскар Уайльд, несмотря на расхождение с Уистлером по ряду вопросов, включая убежденность Уайльда в том, что поэзия является более высокой формой искусства, чем живопись, был щедр в своей похвале и считал книгу «Лекция в десять часов» шедевром:
... не только из-за его острой сатиры и забавных шуток ... но и из-за чистой и совершенной красоты многих из его отрывков ... потому что, на мой взгляд, он действительно является одним из величайших мастеров живописи. И я могу добавить, что с этим мнением сам мистер Уистлер полностью согласен.
Однако, Уистлер посчитал себя осмеянным Уайльдом и начал с ним публичную переписку, которая привела к прекращению их дружбы. Позже, Уайльд снова уколол Уистлера, сделав его прототипом убитого художника в своем романе «Портрет Дориана Грея».
В январе 1881 года умерла мать художника, Анна Уистлер. Уистлер, в честь своей матери, взял её девичью фамилию «Мак-Нейл» в качестве своего второго имени.

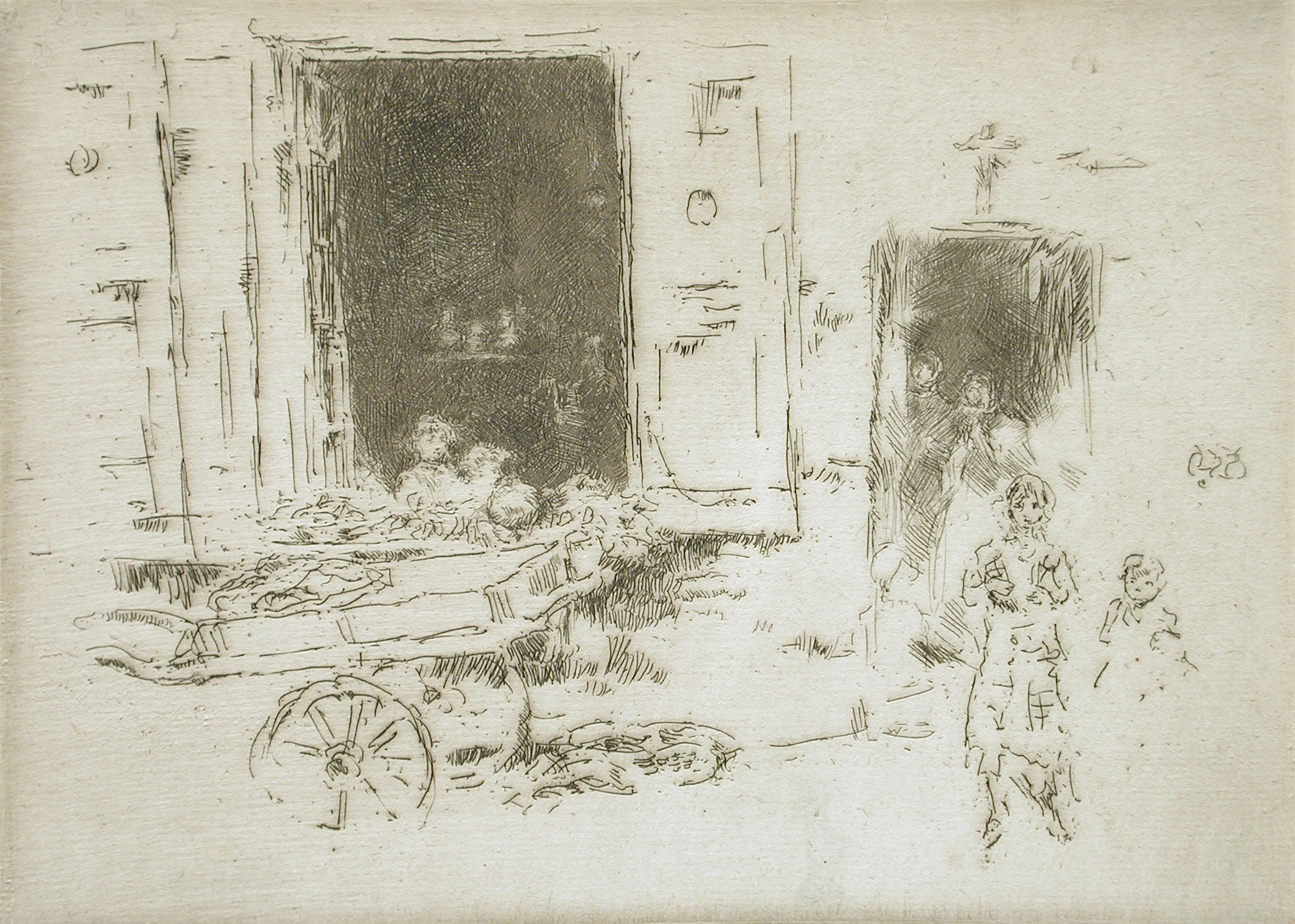
Тачка, Брюссель. 1887. Офорт, сухая игла

В 1884 году Уистлер вступил в Общество британских художников, а 1 июня 1886 года был избран его президентом. В следующем году, во время золотого юбилея королевы Виктории, Уистлер представил королеве, от имени Общества, искусно сделанный альбом, включавший объемное выступление и иллюстрации, созданные им самим. Королева Виктория так восхитилась «прекрасным и художественным произведением», что постановила, «что Общество должно называться королевским». Это достижение было высоко оценено членами Общества, но вскоре оно было омрачено спором, который неизбежно возник с Королевской академией художеств. Уистлер предложил членам Королевского общества выйти из Королевской академии. Это вызвало раздор в рядах Общества, который затмил достижения Уистлера и в мае 1888 года девять членов высказались за его отставку. 4 июня он был снят с должности 19 голосами «за», при 18 «против» и 9 воздержавшихся. Уистлер и двадцать пять его сторонников подали в отставку, в то время как большинство его противников, по его мнению, избавились от его «эксцентричности» и «не английского» происхождения.
В 1888 году, разорвав отношения с Мод, Уистлер неожиданно женился на Беатрис Годвин (также называемой «Беатрикс» или «Трикси»), бывшей ученице и вдове своего друга, архитектора Эдварда Годвина. Именно благодаря дружбе с Годвином он сблизился с Беатрис, и написал её портрет под названием «Гармония в красном: свет лампы». Летом 1888 года Уистлер и Беатрис появились на публике как пара. На одном из обедов Луиза Джоплинг и Генри Лабушер настояли, чтобы они поженились как можно скорее. Церемония бракосочетания была быстро устроена. Будучи членом парламента, Лабушер договорился с капелланом Палаты общин. Из-за опасения срыва церемонии разъяренной Мод Франклин, свадьба была не публичной и состоялась 11 августа 1888 года. Но новость о бракосочетании была опубликована в газете Pall Mall Gazette, чей репортёр присутствовал на мероприятии. Вскоре после этого пара уехала в Париж, чтобы избежать какого-либо скандала с Мод.
Репутация Уистлера в Лондоне и Париже росла, и он получал положительные отзывы от критиков и новые заказы на картины. Его книга «Изящное искусство создавать себе врагов» была опубликована в 1890 году с неоднозначным успехом, но стала, своего рода, рекламой его творчества.

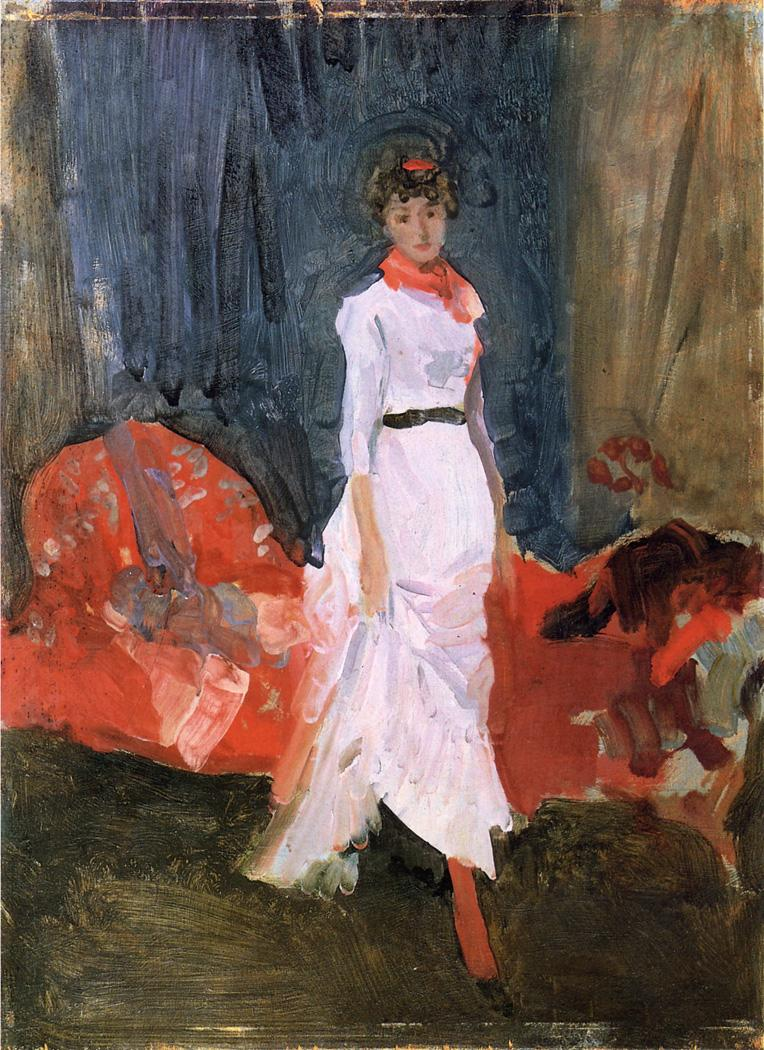
Аранжировка в розовом, красном и фиолетовом, 1883—1884. Холст, масло.

В 1890 году он познакомился с Чарльзом Фриром, который стал его покровителем в Америке и, в конечном счете, его самым важным коллекционером. Примерно в это же время, в дополнение к портретной живописи, Уистлер экспериментировал с ранней цветной фотографией и литографией, создав серию, в которой были изображены лондонская архитектура и человеческая фигура, в основном женщины в стиле ню. В 1891 году при содействии своего близкого друга Стефана Малларме, картина Мать Уистлера была куплена французским правительством за 4000 франков. Это было намного меньше, чем мог бы заплатить американский коллекционер, но это было намного престижней по мнению Уистлера.
После прохладного приёма его персональной выставки в Лондоне, на которой были представлены в основном его ноктюрны, Уистлер решил, что с него хватит Лондона. И в 1892 году, он и Трикси переехали в Париж, поселившись в доме № 110 на улице Рю-дю-Бак, а студию организовав в доме № 86 на улице Нотр-Дам в районе Монпарнас. Он тесно общался с Моне, Огюстом Роденом, Анри де Тулуз-Лотреком и Стефаном Малларме. Уистлер был на вершине своей карьеры, когда выяснилось, что у Трикси рак. Они вернулись в Лондон в феврале 1896 года, сняв номера в отеле «Савой», пока велись медицинские консультации. Он делал рисунки на литографской копировальной бумаге с видом на Темзу из окна отеля или с балкона, пока ухаживал за ней. Беатрис умерла несколько месяцев спустя, 10 мая 1896 года.
В 1899 году Чарльз Фрир представил Уистлера своему другу и коллеге по бизнесу Ричарду Альберту Кэнфилду (1855—1914), который стал близким другом и покровителем художника. Кэнфилд владел несколькими игорными домами в Нью-Йорке, Род-Айленде, Саратога-Спрингс и Ньюпорте, а также обладал утонченным вкусом в искусстве. В его коллекции находились ранняя американская мебель и мебель Чиппендейла, гобелены, китайский фарфор и бронза Бари. Вскоре Кэнфилд собрал и владел второй по величине и самой важной коллекцией Уистлера в мире. За несколько месяцев до своей смерти Кэнфилд продал свою коллекцию офортов, литографий, рисунков и картин Уистлера американскому арт-дилеру Роланду Кнодлеру за 300 000 долларов. Три картины Кэнфилда Уистлера висят в музее Фрика в Нью-Йорке. В мае 1901 года Кэнфилд заказал портрет Уистлеру. Он начал позировать для Портрета Ричарда А. Кэнфилда (YMSM 547) в марте 1902 года. По словам историка Александра Гардинера, Кэнфилд вернулся в Европу на Новый год в 1903 году, и позировал каждый день до 16 мая 1903 года. Однако Уистлер уже в то время был болен и слаб, и работа стала его последним законченным портретом. Обманчивая атмосфера респектабельности, которую наделил портрет Кэнфилда, заставила Уистлера назвать его «Ваше преподобие». Двое мужчин переписывались с 1901 года до смерти Уистлера.
В последние семь лет своей жизни Уистлер сделал несколько акварельных минималистических морских пейзажей и последний автопортрет маслом. Переписывался со своими многочисленными друзьями и коллегами. В 1898 году вместе с Кармен Росси основал художественную школу, названную Академия Кармен, но, из-за ухудшающегося здоровья, вынужден был закрыть её 6 апреля 1901 года.

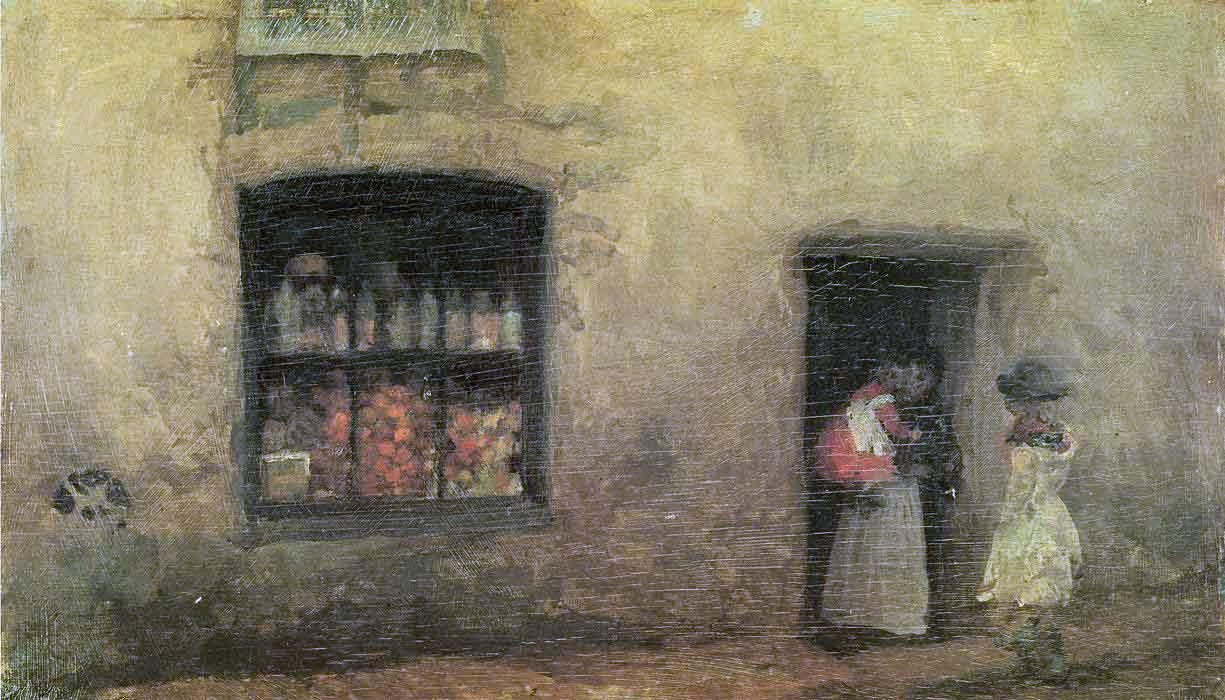
Оранжевая нота. 1884. Масло, холст.
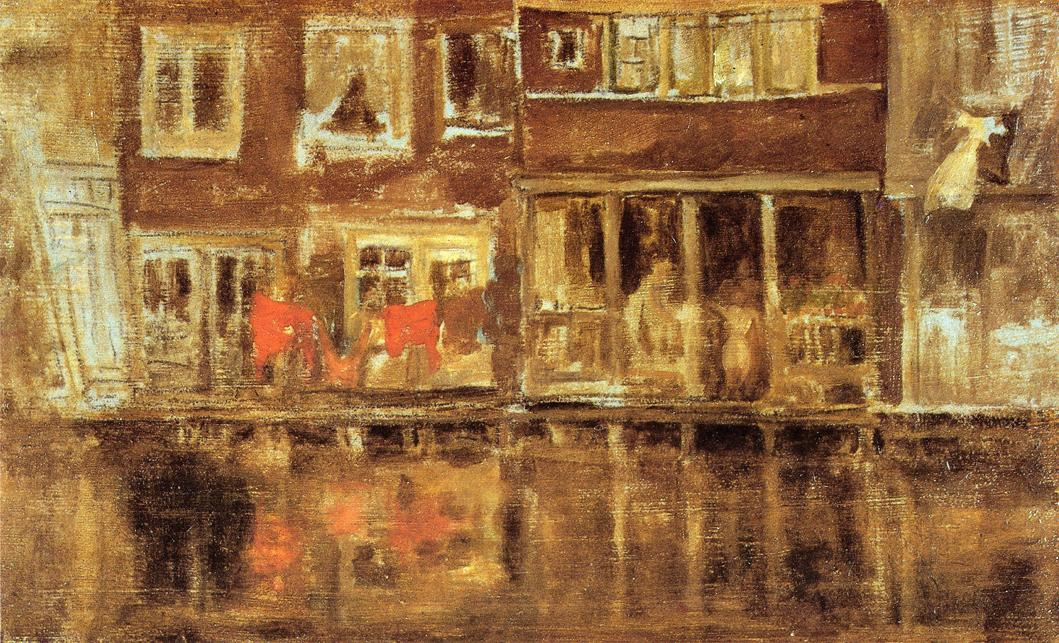
Канал в Амстердаме. 1889. Масло, холст.
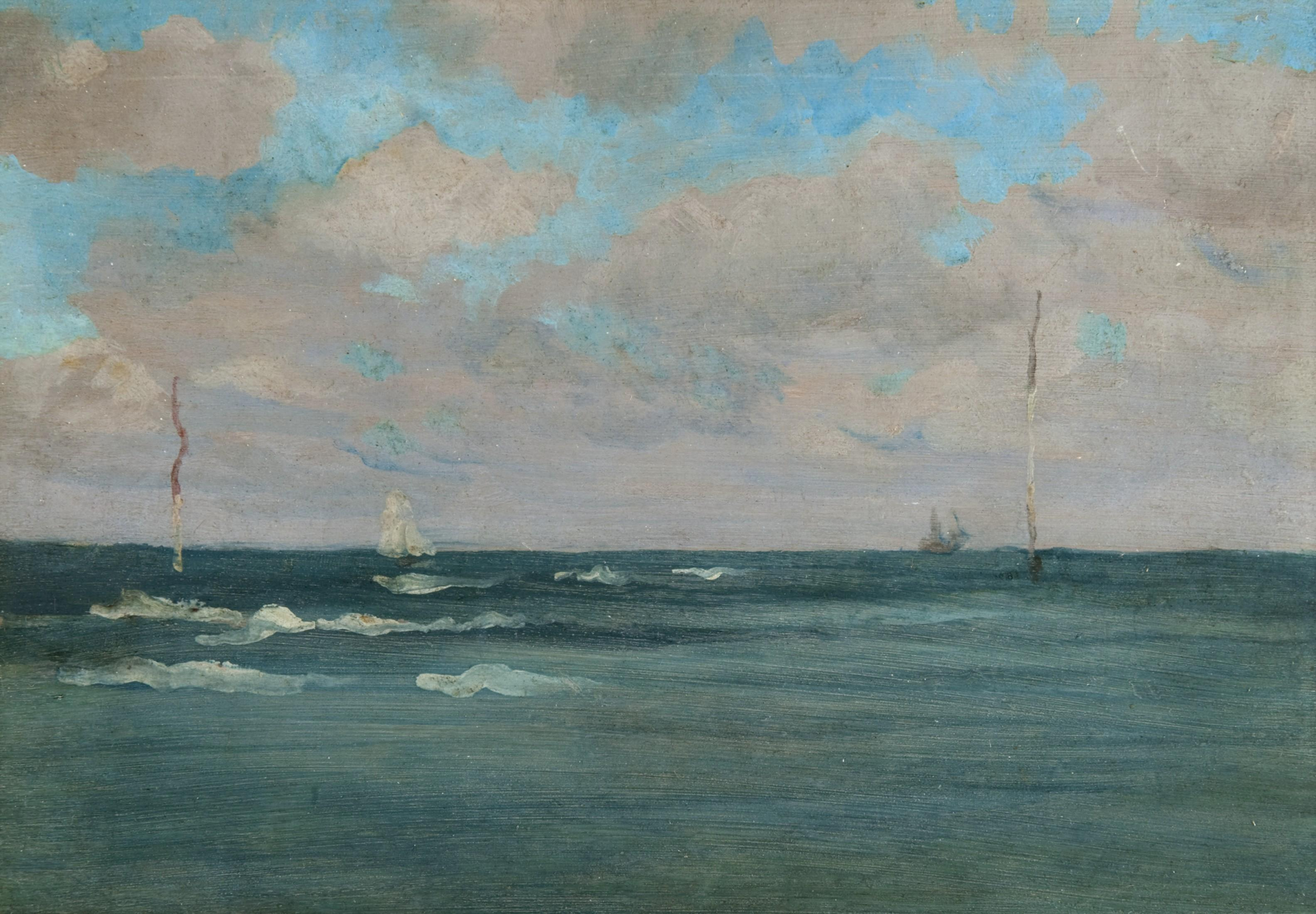
Набережная, Бретань. 1893. Масло, дерево.
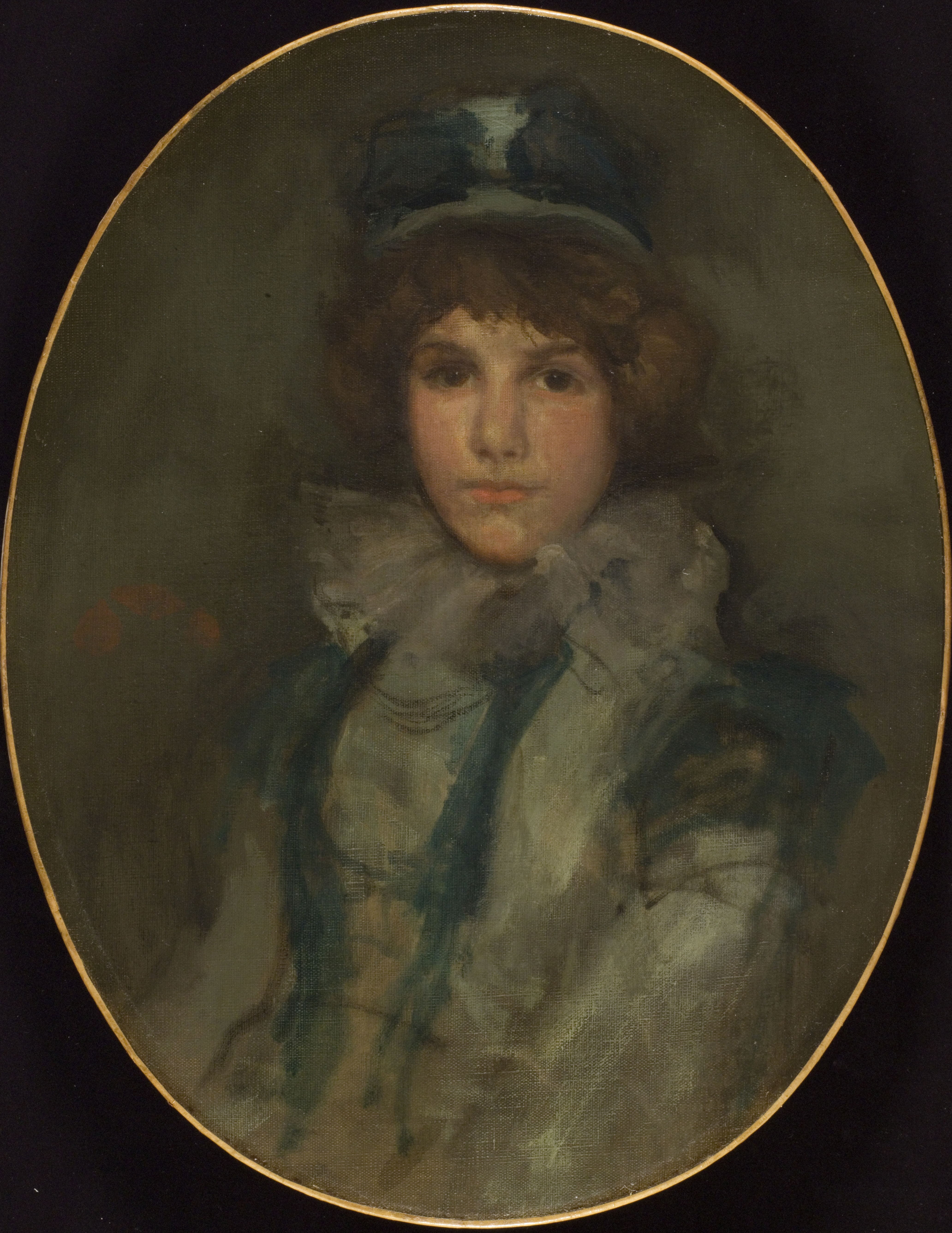
Синий и коралловый — маленькая синяя шляпка. 1898. Масло, холст.

### Смерть и наследство

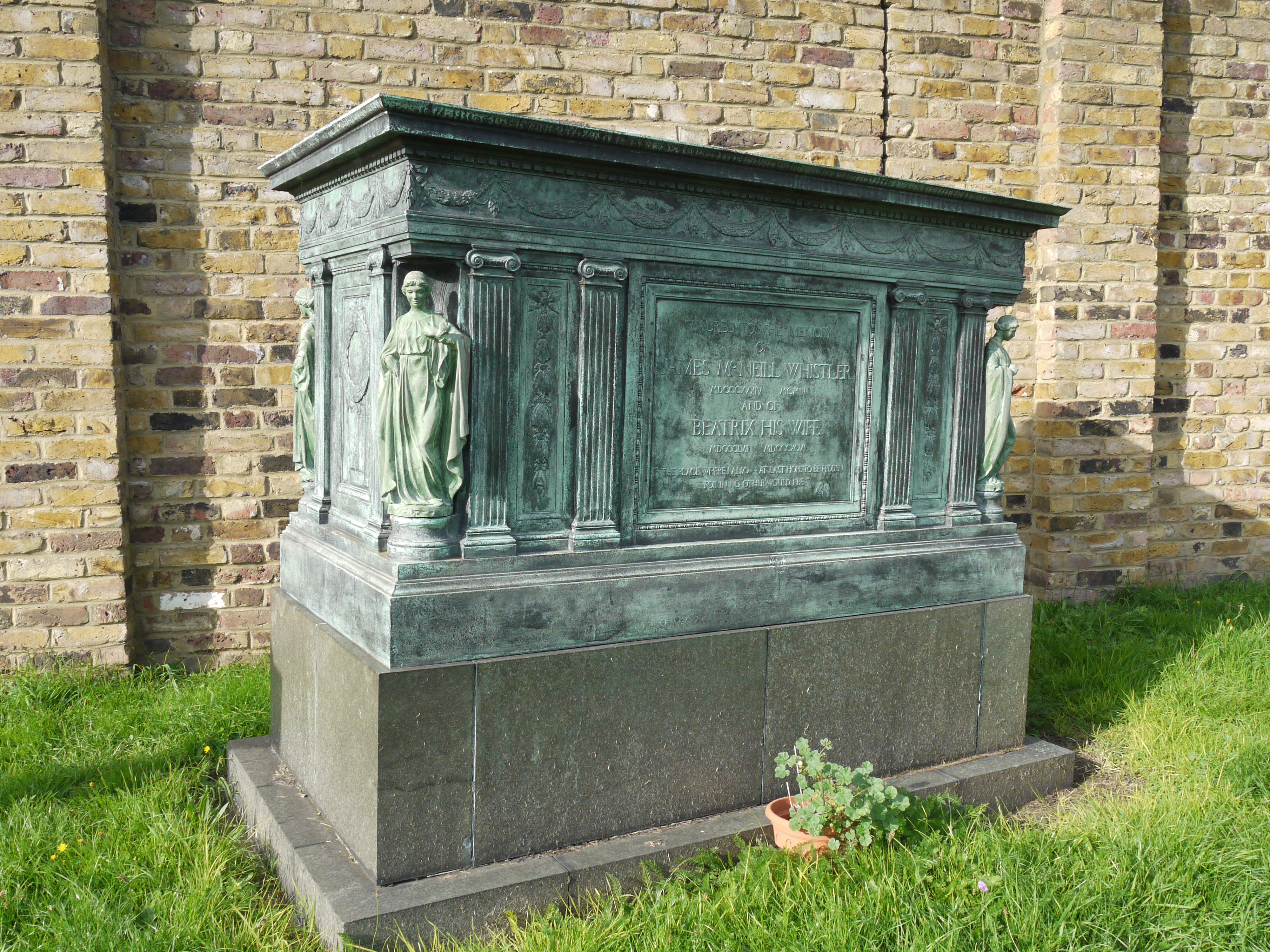
Могила Джеймса Уистлера и его жены Беатрис. Кладбище Чизик, Лондон.

Уистлер умер в Лондоне 17 июля 1903 года, через шесть дней после своего 69-го дня рождения. Похоронен вместе с женой на старом кладбище Чизик в западном районе Лондона, рядом с церковью Святого Николая. Всё имущество художника было оставлено его невестке Розалине Бирни Филипп, которая провела остаток своей жизни, защищая его репутацию и управляя его коллекцией, большая часть которой, в конечном итоге, была пожертвована Университету Глазго.

## Личность и окружение

### Личность
Двоюродный брат Уистлера писал, что в юности Джеймс был «худощавым, с задумчивым, тонким лицом, с мягкими коричневыми кудрями … у него была несколько иностранная внешность и манеры, которые, благодаря врожденным способностям, делали его очень очаровательным даже в таком возрасте».
Уистлер имел характерную внешность, невысокий и худощавый, с пронзительными глазами и вьющимися усами, часто с моноклем и в роскошном наряде денди. Он часто был высокомерен и эгоистичен по отношению к друзьям и покровителям. Вольнодумец и эгоист, он наслаждался шокированием друзей и врагов. Хотя он мог быть невежественным и легкомысленным в социальных и политических вопросах, но всегда серьёзно относился к искусству и часто вызывал общественные разногласия и дебаты, отстаивая свои решительные теории.
У Уистлера был высокий, тягучий голос и уникальная манера речи, полная расчетливых пауз. Один из его друзей сказал: «Через секунду вы обнаружите, что он не разговаривает — он делает наброски словами, создавая впечатление в звуке и смысле, которое должно быть интерпретировано слушателем».

### Окружение
Уистлер был хорошо известен своим острым умом, особенно в спорах со своим другом и соперником Оскаром Уайльдом. Оба были заметными фигурами в светском обществе Парижа, и часто выступали «как глас города». К их взаимному веселью, на них часто делали карикатуры в Punch. Однажды молодой Оскар Уайльд на обеде у Уистлера, услышав, как его хозяин сделал какое-то блестящее замечание, громко сказал: «Хотел бы я это сказать», на что Уистлер ответил: «Вы скажете, Оскар, вы скажете!» На самом деле Уайльд действительно публично повторял множество остроумий, сказанных Уистлером. Их отношения испортились к середине 1880-х годов, когда Уистлер выступил против Уайльда и эстетического движения. А в 1895 году, когда Уайльда публично признали гомосексуалом, Уистлер открыто насмехался над ним. Уистлер наслаждался подготовкой и организацией своих приёмов, выставок и общественных мероприятий. Как заметил один из гостей:
Там находился весь цвет общества — умнейшие люди и те, кто ценил их. Уистлер был непревзойденным организатором приёмов. Он любил быть Солнцем, вокруг которого вращались наши маленькие огни ... Все попали под его влияние, и, как следствие, никому не было скучно.
В Париже Уистлер дружил с членами кружка художников-символистов, писателей и поэтов, среди которых были Стефан Малларме и Марсель Швоб. Швоб познакомился с Уистлером в середине 1890-х годов через Стефана Малларме, у них были и другие общие друзья, включая Оскара Уайльда (пока те не поссорились) и зятя Уистлера, Чарльза Уибли. Кроме Анри Фантен-Латура, Альфонса Легро и Курбе Уистлер дружил со многими другими французскими художниками. Он иллюстрировал книгу Les Chauves-Souris с Антонио де ла Гандара. Он также знал импрессионистов, в частности Эдуарда Мане, Моне и Эдгара Дега. Будучи молодым художником, он поддерживал тесную дружбу с Данте Россетти, членом Братства прерафаэлитов. Его близкие дружеские отношения с Моне и поэтом Стефаном Малларме, который перевел Лекцию в десять часов на французский язык, помогли укрепить репутацию Уистлера среди французской публики. Уистлер был дружелюбен со своими сокурсниками в студии Глире, включая Игнаса Шотта, чей сын Леон Дабо позже стал его учеником.

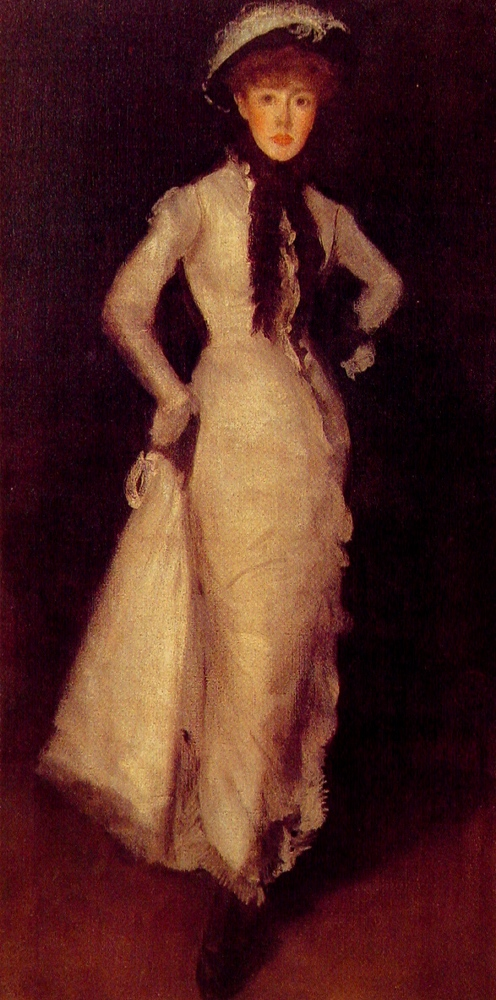
Аранжировка в белом и чёрном. 1876. Холст, масло. Модель: Мод Франклин.

### Джоанна Хиффернан и Мод Франклин
Любовница и модель Уистлера для «Девушки в белом», Джоанна Хиффернан, также позировала Гюставу Курбе. Историки предполагают, что Курбе использовал её в качестве модели для своей эротической картины Происхождение мира, что, возможно, привело к разрыву между Уистлером и Курбе.
В течение 1870-х и большей части 1880-х годов Уислтер жил со своей любовницей Мод Франклин. Её способность вынести его длинные, повторяющиеся сеансы позирования помогла Уистлеру развить навыки портрета. Он не только сделал несколько превосходных её портретов, но она также была полезным помощником для других натурщиков.

## Семья

### Мать
Анна Мак-Нейл Уистлер (1804—1881) родилась в Уилмингтоне, штат Северная Каролина, в семье врача Чарльза Даниэля Мак-Нейла (1756—1828) и Марты Кингсли Мак-Нейл, дочери Софония Кингсли-старшего (одного из основателей Университета Нью-Брансуика) и самой молодой сестры Софония Кингсли-младшего, рабовладельца и владельца плантации, а также мужа Аны Мадджин Джай[5].

### Отец
Джордж Ва́шингтон Уистлер (1800—1849) — американский железнодорожный инженер. Окончил Военную академию США в Уэст-Пойнте (1819), был военным топографом. Долгое время проработал в России на строительстве Николаевской железной дороги. Умер от холеры в 1849 году в Санкт-Петербурге.

### Братья и сестры
Сводные братья и сестры, от первого брака отца, с Мэри Свифт (англ. Mary R. Swift; ? — 1827):
- Джордж Уильям (1822—1869) — сводный брат, от первого брака отца, стал российским инженером-путейцем, жил и работал в России до своей смерти в 1869 году[136].
- Дебора Делайн Хейден (1825—1908) — сводная сестра, вышла замуж за сэра Френсиса Хейдена, английского художника и мецената.
- Джозеф Свифт (1824—1840) — сводный брат.

Родные братья:
- Уильям Мак-Нейл Уистлер (1836—1900) — брат, участник Гражданской войны США, служивший полевым хирургом в армии конфедератов в 1-м Южнокаролинском винтовочном полку, который также известен как «Винтовки Орра», один из полков бригады Макгоуэна. После войны работал врачом в Лондоне, был президентом Британской ассоциации ларингологов, ринологов и отологов.
- Кирк Бутт (1838—1842) — брат, был назван в честь Кирка Бутта, американского промышленника.
- Чарльз Дональд Уистлер (1841—1843) — брат.
- Джон Буттац Уистлер (1845—1846) — брат, был назван в честь друга отца, российского архитектора Ивана Фёдоровича Буттаца[7].

### Беатрис Годвин
В 1888 году Уистлер женился на Беатрис Годвин (1857—1896), которую он называл «Беатрикс» или «Трикси». Она была вдовой архитектора Эдварда Годвина, который спроектировал Белый дом Уистлера. Родилась в семье скульптора Джона Бирни Филиппа и Фрэнсис Блэк. Её сестры Розалинд Филип и Этель Вибли позировали для многих картин и рисунков Уистлера. Например, Этель позировала для картины «Перламутр и серебро: Андалусийка» (1888—1900). Первые пять лет их брака были очень счастливыми, но после обнаружения у Беатрис рака настали тяжелые времена. Ближе к концу своей жизни, Беатрис большую часть времени лежала в полузабытьи, принимая морфин для облегчения боли. Её смерть в 1896 году стала сильным ударом для Уистлера, который он так и не смог перенести.

### Дети
У Уистлера было несколько внебрачных детей, из которых единственно документально подтвержденным является Чарльз Хэнсон. Джоанна Хиффернан помогала воспитать сына Уистлера, Чарльза Джеймса Уистлера Хансона (1870—1935), от романа с горничной, Луизой Фанни Хансон. У другой его любовницы, Модер Франклин Уистлер было две дочери: Ион (род. ок. 1877) и Мод Мак-Нейл Уистлер Франклин (род. 1879). Иногда она называла себя «миссис Уистлер», и в переписи 1881 года она записана как «Мэри М. Уистлер».

## Наследие

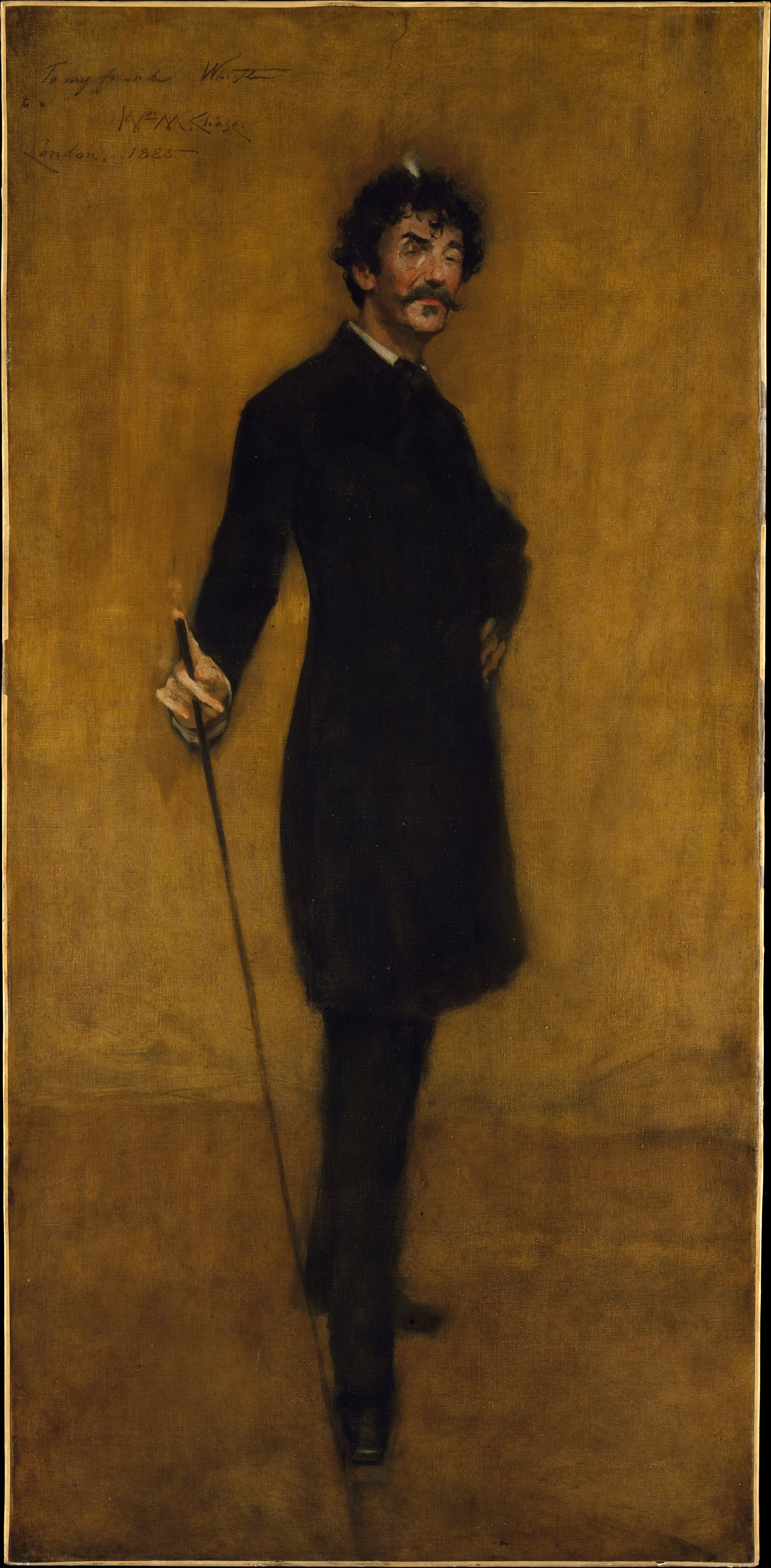
Уильям Чейз. Уистлер. 1885. Холст, масло.

Уистлер, черпая вдохновение из многих разных источников, включая Рембрандта, Веласкеса, японское искусство и древнегреческую скульптуру, развил свой собственный, очень влиятельный и индивидуальный стиль. Он был знатоком многих художественных техник, создав более 500 картин, а также офортов, пастелей, акварелей, рисунков и литографий. Уистлер был лидером эстетизма, продвигал, писал и читал лекции по философии «искусство ради искусства». Со своими учениками он выступал за простой дизайн, экономию средств, избегание чрезмерно трудоемкой техники и тональную гармонию конечного результата. Картины Уистлера участвовали во многих крупных музейных выставках, исследованиях и публикациях. Как и импрессионисты, он использовал природу как художественный ресурс. Уистлер настаивал на том, что обязанность художника — истолковывать увиденное, не быть рабом реальности и «выводить из хаоса восхитительную гармонию».
За свою жизнь он повлиял на два поколения художников, в Европе и в Соединённых Штатах. Уистлер обменивался идеями с художниками-реалистами, импрессионистами и символистами. Его знаменитыми протеже были Вальтер Сикерт и писатель Оскар Уайльд. Его тонализм оказал глубокое влияние на многих американских художников, включая Джона Сарджента, Уильяма Чейза и Уиллиса Адамса, с которым он подружился в Венеции. Другое значительное влияние он оказал на Артура Мэтьюса, которого Уистлер встретил в Париже в конце 1890-х годов. Мэтьюс распространил тонализм Уистлера в Сан-Франциско, породив широкое использование этой техники среди калифорнийских художников начала века. Как американский критик Чарльз Каффин писал в 1907 году:
Он добился большего чем привлек просто несколько последователей и подражателей, он повлиял на весь мир искусства. Сознательно или неосознанно его присутствие ощущается в бесчисленных студиях, его гений пронизывает современную художественную мысль.
Во время поездки в Венецию в 1880 году Уистлер создал серию офортов и пастелей, которые не только улучшили его финансовое положение, но и улучшили способ, которым художники и фотографы интерпретировали город — сосредоточившись на задних переулках, боковых каналах, входных путях и архитектурных деталях — и улавливая тем самым уникальную атмосферу города.

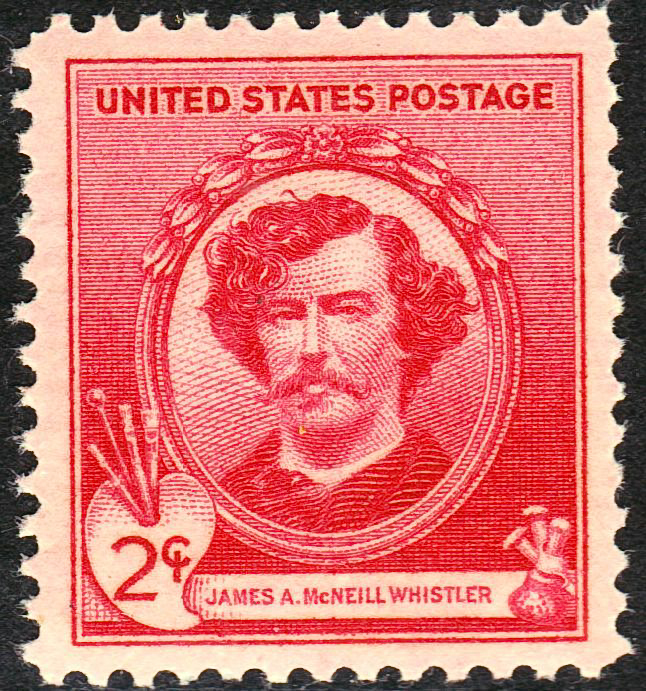
Почтовая марка США, с изображением Джеймса Уистлера. 1940.

В 1940 году Уистлер был изображён на почтовой марке США, в рамках серии из 35 марок, посвящённых знаменитым американским авторам, поэтам, педагогам, ученым, композиторам, художникам и изобретателям: «Серия знаменитых американцев».
Оперетта Гилберта и Салливана «Терпение» подшучивает над эстетизмом, а главный герой, Реджинальд Банторн, часто ассоциируется как пародия на Оскара Уайльда, хотя Банторн, скорее всего, представляет собой собирательный образ нескольких выдающихся художников и писателей. Например, он носит монокль и на темных волосах видна проседь, как у Уистлера.
27 октября 2010 года Swann Galleries установили рекордную цену для офорта Уистлера. Офорт «Ноктюрн» (1879—1880) был продан за 282 000 долларов. По всей видимости, это был один из первых офортов, сделанных Уистлером для Общества изобразительных искусств по прибытии в Венецию в сентябре 1879 года, а также один из его самых знаменитых видов на город.

## Награды
- 1884 — избран почётным членом Королевской академии изящных искусств в Мюнхене.
- 1892 — награждён орденом Почётного легиона Франции[152].

## Память
- В 2005 году статуя Джеймса Уистлера работы Николаса Димблби была установлена на северном конце моста Баттерси на Темзе в Лондоне[153].
- В 2014 году снят документально-игровой фильм: James McNeill Whistler and the Case for Beauty (реж. Норман Стоун)
- Пребывание семьи Уистлеров в Петербурге в фантастической форме отражено в короткометражном фильме Робби Робертсона Whistler’s Mother.
- В доме, в котором родился Уистлер, теперь находится Дом-музей искусства Уистлера.
- В 1908 году, друзья Уистлера, ставшие его биографами, супруги художник Джозеф Пеннелл и искусствовед Элизабет Робинс Пеннелл издали биографию художника. Обширная библиотека Пеннеллов об Уистлере была завещана Библиотеке Конгресса[154].